# Liste der Baudenkmale in Osterode am Harz
In der Liste der Baudenkmale in Osterode am Harz sind die Baudenkmale der niedersächsischen Gemeinde Osterode am Harz und ihrer Ortsteile aufgelistet. Der Stand der Liste ist der 1. Mai 2020. Die Quelle der Baudenkmale ist der Denkmalatlas Niedersachsen.

## Allgemein
In den Spalten befinden sich folgende Informationen:
- Lage: die Adresse des Baudenkmales und die geographischen Koordinaten. Kartenansicht, um Koordinaten zu setzen. In der Kartenansicht sind Baudenkmale ohne Koordinaten mit einem roten Marker dargestellt und können in der Karte gesetzt werden. Baudenkmale ohne Bild sind mit einem blauen Marker gekennzeichnet, Baudenkmale mit Bild mit einem grünen Marker.
- Bezeichnung: Bezeichnung des Baudenkmales
- Beschreibung: die Beschreibung des Baudenkmales. Unter § 3 Abs. 2 NDSchG werden Einzeldenkmale und unter § 3 Abs. 3 NDSchG Gruppen baulicher Anlagen und deren Bestandteile ausgewiesen.
- ID: die Objekt-ID des Baudenkmales
- Bild: ein Bild des Baudenkmales, ggf. zusätzlich mit einem Link zu weiteren Fotos des Baudenkmals im Medienarchiv Wikimedia Commons. Wenn man auf das Kamerasymbol klickt, können Fotos zu Baudenkmalen aus dieser Liste hochgeladen werden:

In der Region um Osterode am Harz (ehemaliger Landkreis Osterode am Harz) befinden sich insgesamt 1.182 Baudenkmale, das sind fast zwei Drittel des niedersächsischen Denkmalbestandes in Südniedersachsen. 526 davon befinden sich in der Stadt Osterode.

## Baudenkmale in Osterode am Harz

### Dorste
| Lage                                               | Bezeichnung                                      | Beschreibung                                                             | ID       | Bild           |
| -------------------------------------------------- | ------------------------------------------------ | ------------------------------------------------------------------------ | -------- | -------------- |
| Am Mühlengraben 20 51° 41′ 57″ N, 10° 8′ 50″ O     | Wohn-/Wirtschaftsgebäude                         |                                                                          | 34148972 |                |
| An der Bundesstraße 35 51° 42′ 12″ N, 10° 9′ 16″ O | Wohnhaus                                         |                                                                          | 34149014 |                |
| Hohe Worth 2 51° 41′ 57″ N, 10° 9′ 8″ O            | Wohn-/Wirtschaftsgebäude                         |                                                                          | 34149034 |                |
| Meierbreite 2 51° 41′ 53″ N, 10° 9′ 4″ O           | Wohn-/Wirtschaftsgebäude                         |                                                                          | 34149055 |                |
| Turmstraße 3 51° 42′ 3″ N, 10° 9′ 9″ O             | Wohnhaus                                         |                                                                          | 34149226 |                |
| Turmstraße 4 51° 42′ 4″ N, 10° 9′ 8″ O             | Kirche St. Cyriakus                              | evangelische Kirche St. Cyriakus                                         | 34149247 | Weitere Bilder |
| Turmstraße 4 51° 42′ 3″ N, 10° 9′ 8″ O             | Gedenkstätte                                     | Ehrenmal für die Kriegsgefallenen 1870/71 und 1914/18 südlich der Kirche | 34149205 | Weitere Bilder |
| Turmstraße 8, 10, 12 51° 42′ 2″ N, 10° 9′ 2″ O     | Turmstraße 8, 10, 12                             | Baudenkmal-Gruppe Turmstraße 8, 10, 12                                   | 34120035 |                |
| Turmstraße 8 51° 42′ 2″ N, 10° 9′ 3″ O             | Wohn-/Wirtschaftsgebäude                         | Einzeldenkmal der Baudenkmal-Gruppe Turmstraße 8, 10, 12 (ID 34120035)   | 34149273 |                |
| Turmstraße 10 51° 42′ 1″ N, 10° 9′ 2″ O            | Wohn-/Wirtschaftsgebäude Hofanlage Turmstraße 10 | Einzeldenkmal der Baudenkmal-Gruppe Turmstraße 8, 10, 12 (ID 34120035)   | 34149294 |                |
| Turmstraße 10 51° 42′ 1″ N, 10° 9′ 1″ O            | Scheune                                          | Einzeldenkmal der Baudenkmal-Gruppe Turmstraße 8, 10, 12 (ID 34120035)   | 34149342 |                |

### Förste
| Lage                                            | Bezeichnung                           | Beschreibung | ID       | Bild           |
| ----------------------------------------------- | ------------------------------------- | --- | -------- | -------------- |
| Am Gut 51° 44′ 37″ N, 10° 11′ 0″ O              | Stall                                 | Stall des ehemaligen Gutes „Oberer Hof“ | 34149807 |                |
| Am Gut 51° 44′ 37″ N, 10° 11′ 8″ O              | Mausoleum                             | Mausoleum des ehemaligen Gutes „Oberer Hof“ im Park nördlich des Quellteichs. Ehemalige Kapelle des Barons von Oldershausen, 1870 errichtet. Die letzte Beisetzung darin fand 1962 statt. Die Kapelle beherbergt 10 Särge und ist zugemauert. | 34149829 | Weitere Bilder |
| An der Spille 51° 44′ 17″ N, 10° 11′ 4″ O       | Jüdischer Friedhof Förste             | Jüdischer Friedhof Förste | 34149852 | Weitere Bilder |
| Förster Straße 97 51° 44′ 29″ N, 10° 10′ 42″ O  | Wohnhaus                              | | 34149517 |                |
| Förster Straße 124 51° 44′ 29″ N, 10° 10′ 42″ O | Wohnhaus                              | | 34149471 |                |
| Förster Straße 159 51° 44′ 35″ N, 10° 10′ 11″ O | Gedenkstätte                          | Kriegerdenkmal, Ehrenmal für die Gefallenen des Ersten Weltkrieges 1914/18 und des Zweiten Weltkrieges | 34149538 | Weitere Bilder |
| Mittlerer Winkel 5 51° 44′ 22″ N, 10° 10′ 40″ O | Wohn-/Wirtschaftsgebäude              | | 34149580 |                |
| Mittlerer Winkel 6 51° 44′ 23″ N, 10° 10′ 40″ O | Wohn-/Wirtschaftsgebäude Streckhof    | | 34149601 |                |
| Mühlenanger 19 51° 44′ 22″ N, 10° 10′ 43″ O     | Herrenhaus Bärenhof                   | Herrenhaus des Bauernhofs Bärenhof | 34149647 |                |
| Mühlenanger 19 51° 44′ 22″ N, 10° 10′ 45″ O     | Brauhaus Bärenhof                     | Brauhaus des Bauernhofs Bärenhof | 34149669 |                |
| Mühlenstraße 14 51° 44′ 26″ N, 10° 11′ 1″ O     | Baudenkmal-Gruppe Mühlenstraße 14     | Bauernhof mit Wohn-/Wirtschaftsgebäude und Stall | 34120691 | BW             |
| Mühlenstraße 14 51° 44′ 26″ N, 10° 11′ 1″ O     | Wohn-/Wirtschaftsgebäude              | Einzeldenkmal der Baudenkmal-Gruppe Mühlenstraße 14 (ID 34120691) | 34149691 |                |
| Mühlenstraße 14 51° 44′ 26″ N, 10° 11′ 1″ O     | Stall                                 | Einzeldenkmal der Baudenkmal-Gruppe Mühlenstraße 14 (ID 34120691) | 34149875 | BW             |
| Wassergasse 9 51° 44′ 34″ N, 10° 10′ 46″ O      | Craul'scher Hof                       | Baudenkmal-Gruppe Bauernhof Craul'scher Hof | 34120083 | Weitere Bilder |
| Wassergasse 9 51° 44′ 34″ N, 10° 10′ 47″ O      | Herrenhaus                            | Einzeldenkmal der Baudenkmal-Gruppe Craul'scher Hof (ID 34120083) | 34149739 |                |
| Wassergasse 9 51° 44′ 35″ N, 10° 10′ 47″ O      | Wohnhaus, Craul'scher Hof, Nordflügel | Einzeldenkmal der Baudenkmal-Gruppe Craul'scher Hof (ID 34120083) | 34149761 |                |
| Wassergasse 9 51° 44′ 34″ N, 10° 10′ 46″ O      | Scheune                               | Einzeldenkmal der Baudenkmal-Gruppe Craul'scher Hof (ID 34120083) | 34149785 |                |

### Freiheit
| Lage                                                | Bezeichnung                       | Beschreibung | ID       | Bild           |
| --------------------------------------------------- | --------------------------------- | --- | -------- | -------------- |
| Alte Burg 4 51° 43′ 48″ N, 10° 15′ 21″ O            | Wohn-/Wirtschaftsgebäude          | | 34154394 |                |
| Johannisvorstadt 25 51° 43′ 47″ N, 10° 15′ 19″ O    | Kirche                            | Kirche St. Johannis (St. Johannes der Täufer) | 34157533 | Weitere Bilder |
| Hauptstraße 11 51° 43′ 51″ N, 10° 15′ 23″ O         | Wohnhaus                          | | 34149896 |                |
| Hauptstraße 14, 16, 18 51° 43′ 51″ N, 10° 15′ 25″ O | Häusergruppe Hauptstraße 14/16/18 | Baudenkmal-Gruppe mit drei Wohnhäusern | 34120251 |                |
| Hauptstraße 14 51° 43′ 51″ N, 10° 15′ 25″ O         | Wohnhaus                          | Einzeldenkmal aus der Baudenkmal-Gruppe Hauptstraße 14/16/18 (ID 34120251) | 34149959 |                |
| Hauptstraße 16 51° 43′ 51″ N, 10° 15′ 25″ O         | Wohnhaus                          | Einzeldenkmal aus der Baudenkmal-Gruppe Hauptstraße 14/16/18 (ID 34120251) | 34149980 |                |
| Hauptstraße 18 51° 43′ 51″ N, 10° 15′ 25″ O         | Wohnhaus                          | Einzeldenkmal aus der Baudenkmal-Gruppe Hauptstraße 14/16/18 (ID 34120251) | 34150001 |                |
| Hauptstraße 21 51° 43′ 53″ N, 10° 15′ 25″ O         | Hofanlage                         | Baudenkmal-Gruppe Baukomplex Hofanlage Hauptstraße 21 (ehemaliges Eseltreiberhaus mit Ausspann) mit Gasthaus, Scheune, Schweinestall und Nebengebäude. Über dem Eingang befindet sich eine Sonnenscheibe mit der Jahreszahl 1700, welhalb es auch „Haus Sonne“ genannt wird. | 46230267 |                |
| Hauptstraße 21 51° 43′ 52″ N, 10° 15′ 25″ O         | Gasthaus                          | Einzeldenkmal der Baudenkmal-Gruppe Hofanlage, ehemaliges Eseltreiberhaus mit Ausspann (ID 46230267) | 34150022 |                |
| Hauptstraße 21 51° 43′ 53″ N, 10° 15′ 24″ O         | Stallscheune                      | Einzeldenkmal der Baudenkmal-Gruppe Hofanlage, ehemaliges Eseltreiberhaus mit Ausspann (ID 46230267) | 46230335 |                |
| Hauptstraße 21 51° 43′ 53″ N, 10° 15′ 24″ O         | Schweinestall                     | Einzeldenkmal der Baudenkmal-Gruppe Hofanlage, ehemaliges Eseltreiberhaus mit Ausspann (ID 46230267) Das Gebäude befindet sich im Hof und ist nicht einsehbar. | 46230447 | BW             |
| Hauptstraße 21 51° 43′ 53″ N, 10° 15′ 25″ O         | Wohn-/Wirtschaftsgebäude          | Einzeldenkmal der Baudenkmal-Gruppe Hofanlage, ehemaliges Eseltreiberhaus mit Ausspann (ID 46230267) Das Gebäude befindet sich im Hof und ist nicht einsehbar. | 46230479 | BW             |
| Hauptstraße 24 51° 43′ 52″ N, 10° 15′ 27″ O         | Wohn-/Wirtschaftsgebäude          | | 34150047 |                |
| Hauptstraße 41, 43, 45 51° 43′ 54″ N, 10° 15′ 29″ O | Häusergruppe                      | Baudenkmal-Gruppe Häusergruppe Hauptstraße 41, 43, 45 | 34120268 |                |
| Hauptstraße 41 51° 43′ 54″ N, 10° 15′ 29″ O         | Wohn-/Wirtschaftsgebäude          | Einzeldenkmal der Baudenkmal-Gruppe Hauptstraße 41, 43, 45 (ID 34120268) | 34150178 |                |
| Hauptstraße 43 51° 43′ 54″ N, 10° 15′ 29″ O         | Wohn-/Wirtschaftsgebäude          | Einzeldenkmal der Baudenkmal-Gruppe Hauptstraße 41, 43, 45 (ID 34120268) | 34150199 |                |
| Hauptstraße 45 51° 43′ 54″ N, 10° 15′ 29″ O         | Wohn-/Wirtschaftsgebäude          | Einzeldenkmal der Baudenkmal-Gruppe Hauptstraße 41, 43, 45 (ID 34120268) | 34150220 |                |
| Hauptstraße 63 51° 43′ 56″ N, 10° 15′ 32″ O         | Wohn-/Wirtschaftsgebäude          | | 34150241 |                |
| Hauptstraße 149 51° 44′ 10″ N, 10° 16′ 9″ O         | Wohnhaus                          | Mehrfamilienhaus | 34150392 |                |
| Königsgasse 4, 6 51° 43′ 54″ N, 10° 15′ 36″ O       | Häusergruppe                      | Baudenkmal-Gruppe mit zwei Häusern | 34120101 |                |
| Königsgasse 4 51° 43′ 55″ N, 10° 15′ 35″ O          | Wohn-/Wirtschaftsgebäude          | Einzeldenkmal der Baudenkmal-Gruppe Königsgasse 4/6 (ID 34120101) | 34150413 |                |
| Königsgasse 6 51° 43′ 55″ N, 10° 15′ 36″ O          | Wohn-/Wirtschaftsgebäude          | Einzeldenkmal der Baudenkmal-Gruppe Königsgasse 4/6 (ID 34120101) | 34150434 |                |

### Lasfelde
| Lage                                             | Bezeichnung              | Beschreibung                                                             | ID       | Bild           |
| ------------------------------------------------ | ------------------------ | ------------------------------------------------------------------------ | -------- | -------------- |
| Urtalsweg 51° 45′ 12″ N, 10° 13′ 14″ O           | Eisenbahnbrücke          |                                                                          | 34150802 | Weitere Bilder |
| Lasfelder Straße 45 51° 44′ 38″ N, 10° 13′ 27″ O | Pfarrhaus                | Paul-Schneider-Haus                                                      | 34150665 | Weitere Bilder |
| Lasfelder Straße 73 51° 44′ 44″ N, 10° 13′ 27″ O | Wohn-/Wirtschaftsgebäude |                                                                          | 34150686 | Weitere Bilder |
| Lasfelder Straße 80 51° 44′ 38″ N, 10° 13′ 31″ O | Kirche                   | Kirche St. Simon u. Judas                                                | 34150707 | Weitere Bilder |
| Lasfelder Straße 94 51° 44′ 42″ N, 10° 13′ 30″ O | Hofanlage                | Baudenkmal-Gruppe Hofanlage Hof Dempwolf                                 | 34120118 | Weitere Bilder |
| Lasfelder Straße 94 51° 44′ 42″ N, 10° 13′ 29″ O | Wohn-/Wirtschaftsgebäude | Einzeldenkmal der Baudenkmal-Gruppe Hofanlage Hof Dempwolf (ID 34120118) | 34150751 |                |
| Lasfelder Straße 94 51° 44′ 43″ N, 10° 13′ 30″ O | Nebengebäude             | Einzeldenkmal der Baudenkmal-Gruppe Hofanlage Hof Dempwolf (ID 34120118) | 34150828 |                |
| Unterdorf 2 51° 44′ 43″ N, 10° 13′ 27″ O         | Wohnhaus                 | ehemalige Schule und Gemeindeverwaltung                                  | 34150779 |                |

### Lerbach
| Lage                                                    | Bezeichnung                  | Beschreibung                                                                                  | ID       | Bild           |
| ------------------------------------------------------- | ---------------------------- | --------------------------------------------------------------------------------------------- | -------- | -------------- |
| 51° 45′ 56″ N, 10° 18′ 52″ O                            | Aussichtsturm Kuckholzklippe | Aussichtsturm auf der Kuckholzklippe nördlich oberhalb von Lerbach                            | 34138036 |                |
| Friedrich-Ebert-Straße 55 51° 45′ 27″ N, 10° 18′ 15″ O  | Wohnhaus                     |                                                                                               | 34151027 |                |
| Friedrich-Ebert-Straße 59 51° 45′ 26″ N, 10° 18′ 11″ O  | Kirche                       |                                                                                               | 34151048 | Weitere Bilder |
| Friedrich-Ebert-Straße 60 51° 45′ 27″ N, 10° 18′ 12″ O  | Wohnhaus                     |                                                                                               | 34151070 | Weitere Bilder |
| Friedrich-Ebert-Straße 60 51° 45′ 27″ N, 10° 18′ 13″ O  | Nebengebäude                 | rechtes Nebengebäude des Wohnhauses                                                           | 34151327 |                |
| Friedrich-Ebert-Straße 60 51° 45′ 27″ N, 10° 18′ 12″ O  | Stützmauer                   | Stützmauer vom Wohnhaus zur Straße hin                                                        | 34151349 |                |
| Friedrich-Ebert-Straße 61 51° 45′ 26″ N, 10° 18′ 9″ O   | Wohnhaus                     |                                                                                               | 34151093 |                |
| Friedrich-Ebert-Straße 66 51° 45′ 26″ N, 10° 18′ 8″ O   | Glockenturm                  | Glockenturm der Kirche auf einer Anhöhe zwischen den Häusern Friedrich-Ebert-Straße 61 und 66 | 34151306 | Weitere Bilder |
| Friedrich-Ebert-Straße 107 51° 45′ 20″ N, 10° 17′ 39″ O | Wohnhaus                     | Sogenanntes Doktorhaus                                                                        | 34151114 | Weitere Bilder |
| Friedrich-Ebert-Straße 196 51° 44′ 56″ N, 10° 17′ 23″ O | Wohnhaus                     |                                                                                               | 34151198 |                |

### Marke
| Lage                                          | Bezeichnung              | Beschreibung                | ID       | Bild           |
| --------------------------------------------- | ------------------------ | --------------------------- | -------- | -------------- |
| Eschentalstraße 3 51° 43′ 16″ N, 10° 7′ 25″ O | Kapelle                  | Dorfkirche des Dorfes Marke | 34151394 | Weitere Bilder |
| Köhlerstraße 9 51° 43′ 14″ N, 10° 7′ 17″ O    | Wohn-/Wirtschaftsgebäude |                             | 34151415 |                |

### Nienstedt
| Lage                                        | Bezeichnung         | Beschreibung                                                         | ID       | Bild           |
| ------------------------------------------- | ------------------- | -------------------------------------------------------------------- | -------- | -------------- |
| An der Pfarre 3 51° 44′ 44″ N, 10° 9′ 58″ O | Kirchhof Nienstedt  | Baudenkmal-Gruppe mit Kirchhof und Kirche                            | 34120135 | Weitere Bilder |
| An der Pfarre 3 51° 44′ 45″ N, 10° 9′ 58″ O | Kirchhof St. Martin | Einzeldenkmal der Baudenkmal-Gruppe Kirchhof Nienstedt (ID 34120135) | 34151461 |                |
| An der Pfarre 3 51° 44′ 45″ N, 10° 9′ 58″ O | Kirche St. Martin   | Einzeldenkmal der Baudenkmal-Gruppe Kirchhof Nienstedt (ID 34120135) | 34151483 |                |
| An der Pfarre 6 51° 44′ 46″ N, 10° 10′ 0″ O | Pfarrhaus           | Pfarrhaus der Gemeinde St. Martin                                    | 34151528 |                |

### Osterode am Harz
| Lage                                                            | Bezeichnung                                         | Beschreibung | ID       | Bild           |
| --------------------------------------------------------------- | --------------------------------------------------- | --- | -------- | -------------- |
| Osterode am Harz, Stadt 51° 43′ 40″ N, 10° 15′ 8″ O             | Altstadtkern Osterode                               | Baudenkmal-Gruppe des Bereiches der nördlichen Altstadtbebauung innerhalb der Stadtmauer, insbesondere im Stadtkern am Kornmarkt, Martin-Luther-Platz, Güldenstraße, Alter Schulhof, Aegidienstraße, Am Schilde, Brauhausstraße, Hellhofstraße, Johannistorstraße, Marktstraße, Obere Mühlenstraße, Scheffelstraße, Waagestraße | 34119382 | Weitere Bilder |
| Osterode am Harz, Stadt 51° 43′ 35″ N, 10° 15′ 3″ O             | Altstadtbereich Krummer Bruch                       | Baudenkmal-Gruppe des Bereiches der westlichen Altstadtbebauung innerhalb der Stadtmauer, insbesondere der Bereich der Straßen Kurzer Krummer Bruch, Langer Krummer Bruch, Jammertalsgasse, Meuchelsgasse | 34119586 | Weitere Bilder |
| Osterode am Harz, Stadt 51° 43′ 31″ N, 10° 15′ 10″ O            | Neustadt                                            | Baudenkmal-Gruppe des Bereiches der Straßen Untere Neustadt, Obere Neustadt, Querstraße, Spritzenhausplatz, Krankenhausgasse | 34119686 | Weitere Bilder |
| Schildwache 51° 43′ 43″ N, 10° 15′ 4″ O                         | Stadtbefestigung Osterode                           | Baudenkmal-Gruppe Stadtbefestigung nördliche Altstadt beim Kornmagazin, verläuft nördlich der Aegidienstraße und entlang der Schildwache bis zur Marientorstraße inklusive der Stadttürme Aegidienstraße 16 | 34119926 | Weitere Bilder |
| nördliche Altstadt beim Kornmagazin 51° 43′ 43″ N, 10° 15′ 9″ O | Stadtmauer                                          | Einzeldenkmal der Baudenkmal-Gruppe Stadtbefestigung Osterode gegenüber der Rückseite des Harzkornmagazins | 34153584 |                |
| nördliche Altstadt beim Kornmagazin 51° 43′ 43″ N, 10° 15′ 8″ O | Stadtmauer                                          | Einzeldenkmal der Baudenkmal-Gruppe Stadtbefestigung Osterode südöstlich der Touristinformation | 34153605 |                |
| nordwestliche Altstadt 51° 43′ 44″ N, 10° 15′ 6″ O              | Stadtmauer                                          | Einzeldenkmal der Baudenkmal-Gruppe Stadtbefestigung Osterode südlich des Parkplatzes westlich der Touristinformation | 34152156 |                |
| Schildwache 7 51° 43′ 43″ N, 10° 15′ 4″ O                       | Stadtturm                                           | Einzeldenkmal der Baudenkmal-Gruppe Stadtbefestigung Osterode, sogenannter Kuhhirtenturm (auch CVJM-Turm). Ehemaliger Wehrturm in der Stadtmauer aus dem 13. Jahrhundert. | 34152399 |                |
| Schildwache 51° 43′ 41″ N, 10° 14′ 57″ O                        | Stadtmauer                                          | Einzeldenkmal der Baudenkmal-Gruppe Stadtbefestigung Osterode in der nordwestlichen Altstadt zwischen Marientorstraße und Am Posthof | 34152200 |                |
| Schildwache 51° 43′ 38″ N, 10° 14′ 58″ O                        | Stadtmauer                                          | Einzeldenkmal der Baudenkmal-Gruppe Stadtbefestigung Osterode in der nordwestlichen Altstadt zwischen Am Posthof und Langer Krummer Bruch | 34152265 |                |
| Schildwache 51° 43′ 37″ N, 10° 14′ 58″ O                        | Stadtturm                                           | Einzeldenkmal der Baudenkmal-Gruppe Stadtbefestigung Osterode in der nordwestlichen Altstadt zwischen Am Posthof und Langer Krummer Bruch, Halbschalenturm | 34152222 |                |
| Schildwache 51° 43′ 34″ N, 10° 14′ 57″ O                        | Stadtmauer                                          | Einzeldenkmal der Baudenkmal-Gruppe Stadtbefestigung Osterode in der nordwestlichen Altstadt zwischen Langer Krummer Bruch und Neustädter Tor | 34152287 |                |
| Schildwache 2 51° 43′ 32″ N, 10° 14′ 56″ O                      | Stadtturm                                           | Einzeldenkmal der Baudenkmal-Gruppe Stadtbefestigung Osterode in der südwestlichen Altstadt südlich des Neustädter Tores, der sogenannte Sonnenturm | 34152309 |                |
| südöstliche Altstadt 51° 43′ 27″ N, 10° 15′ 7″ O                | Stadtmauer                                          | Einzeldenkmal der Baudenkmal-Gruppe Stadtbefestigung Osterode in der südöstlichen Altstadt zwischen Krankenhausgasse und Amtshof | 34153626 | BW             |
| südöstliche Altstadt 51° 43′ 24″ N, 10° 15′ 14″ O               | Stadtmauer                                          | Einzeldenkmal der Baudenkmal-Gruppe Stadtbefestigung Osterode in der südöstlichen Altstadt im Verlauf von der Oberen Neustadt südlich um den Amtshof herum bis zur Jacobitorstraße, ehemalige Mauer um das Schloss. | 34153647 |                |
| Schildwache 51° 43′ 32″ N, 10° 15′ 17″ O                        | Stadtmauer                                          | Einzeldenkmal der Baudenkmal-Gruppe Stadtbefestigung Osterode in der östlichen Altstadt im Verlauf nördlich der Jacobitorstraße am Parkplatz Badegarten. Stadtmauer mit erhaltenem Wehrturm. | 34152377 |                |
| Abgunst 9 51° 43′ 35″ N, 10° 15′ 38″ O                          | Wohnhaus                                            | | 34153750 |                |
| Abgunst 20 51° 43′ 32″ N, 10° 15′ 42″ O                         | Wohnhaus                                            | | 34153773 |                |
| Abgunst 22 51° 43′ 33″ N, 10° 15′ 46″ O                         | Wohnhaus                                            | Fabrikantenvilla, ehemalige Pulvermühle und Friedrich Struve Tuchfabrik | 34153795 |                |
| Aegidienstraße 1 51° 43′ 42″ N, 10° 15′ 8″ O                    | Wohn-/Wirtschaftsgebäude                            | Kommandantenhaus, um 1600 als Lateinschule erbaut | 34153841 |                |
| Aegidienstraße 2 51° 43′ 41″ N, 10° 15′ 11″ O                   | Wohn-/Wirtschaftsgebäude                            | | 34153862 |                |
| Aegidienstraße 3 51° 43′ 42″ N, 10° 15′ 8″ O                    | Wohn-/Wirtschaftsgebäude                            | | 34153883 |                |
| Aegidienstraße 4 51° 43′ 41″ N, 10° 15′ 10″ O                   | Wohn-/Wirtschaftsgebäude                            | | 34153904 |                |
| Aegidienstraße 5 51° 43′ 43″ N, 10° 15′ 8″ O                    | Wohn-/Wirtschaftsgebäude                            | | 34153925 |                |
| Aegidienstraße 6 51° 43′ 42″ N, 10° 15′ 10″ O                   | Wohn-/Wirtschaftsgebäude                            | | 34153946 |                |
| Aegidienstraße 7 51° 43′ 43″ N, 10° 15′ 7″ O                    | Wohn-/Wirtschaftsgebäude                            | | 34153967 |                |
| Aegidienstraße 8 51° 43′ 42″ N, 10° 15′ 9″ O                    | Wohn-/Wirtschaftsgebäude                            | | 34153988 |                |
| Aegidienstraße 9 51° 43′ 42″ N, 10° 15′ 7″ O                    | Wohn-/Wirtschaftsgebäude                            | | 34154009 |                |
| Aegidienstraße 11 51° 43′ 42″ N, 10° 15′ 6″ O                   | Wohn-/Wirtschaftsgebäude                            | | 34154052 |                |
| Aegidienstraße 12 51° 43′ 43″ N, 10° 15′ 9″ O                   | Wohn-/Wirtschaftsgebäude                            | | 34154073 |                |
| Aegidienstraße 13 51° 43′ 42″ N, 10° 15′ 6″ O                   | Wohnhaus                                            | | 34154094 |                |
| Aegidienstraße 14 51° 43′ 43″ N, 10° 15′ 8″ O                   | Wohnhaus                                            | | 34154115 |                |
| Aegidienstraße 15 51° 43′ 42″ N, 10° 15′ 6″ O                   | Wohn-/Wirtschaftsgebäude                            | | 34154136 |                |
| Aegidienstraße 16 51° 43′ 44″ N, 10° 15′ 7″ O                   | Stadtturm                                           | Ehemaliger Stadtturm in der Stadtmauer der nördlichen Altstadt, heute Sitz der Touristinformation. Einzeldenkmal aus der Baudenkmal-Gruppe Stadtbefestigung Osterode | 34153819 |                |
| Aegidienstraße 17 51° 43′ 41″ N, 10° 15′ 6″ O                   | Wohn-/Wirtschaftsgebäude                            | | 34154182 |                |
| Aegidienstraße 18 51° 43′ 43″ N, 10° 15′ 7″ O                   | Wohn-/Wirtschaftsgebäude                            | | 34154203 |                |
| Aegidienstraße 19 51° 43′ 41″ N, 10° 15′ 6″ O                   | Wohn-/Geschäftshaus                                 | | 34154224 |                |
| Aegidienstraße 20 51° 43′ 43″ N, 10° 15′ 6″ O                   | Wohn-/Wirtschaftsgebäude                            | | 34154245 |                |
| Aegidienstraße 22 51° 43′ 43″ N, 10° 15′ 6″ O                   | Wohn-/Wirtschaftsgebäude                            | Teil des einstmals zusammengehörenden Gebäudes (Aegidienstraße 22/24). Das nördliche Drittel (Aegidienstraße 22) besitzt einen separaten Eingang. Die straßenseitige Fassade des nördlichen Gebäudebereiches zeigt heute nicht mehr die auffallende Ornamentik des südlichen. Vermutlich erfolgte die bauliche Überformung der Fassade von der Aegidienstraße 22 im Zuge der Beseitigung der Brandschäden 1868 (siehe Aegidienstraße 18 bis 20) und bei späteren Umbaumaßnahmen. | 34154266 |                |
| Aegidienstraße 24 51° 43′ 42″ N, 10° 15′ 6″ O                   | Wohn-/Wirtschaftsgebäude                            | Die kleine Platzsituation dominierendes traufständiges Fachwerkgebäude, das bis 1600 errichtet wurde. Heute ist dieses Gebäude in die Liegenschaft Aegidienstraße 22 und Aegidienstraße 24 unterteilt. Erdgeschoss und erstes Obergeschoss bilden den Unterstock, der Oberstock kragt aus. Die südlichen zwei Drittel des einstmals zusammengehörenden Gebäudes (Aegidienstraße 24) mit zugesetzter Tordurchfahrt im südlichen Bereich, der Torbogen ist jedoch heute noch sichtbar. Die straßenseitige Fassade der Aegidienstraße 24 zeigt eine reiche Fachwerkornamentik. Der Unterstock wird geprägt durch die breit dimensionierten Stiele über zwei Etagen sowie durch ebenso über zwei Etagen reichende Streben, die heute durch Fensteröffnungen unterbrochen sind. Die sichtbaren Balkenköpfe im Übergang zum Oberstock sind abgerundet, sie werden von profilierten Knaggen gestützt. Zwischen diesen Fachwerkelementen ist ein Klötzchenfries eingefügt. In den Brüstungsgefachen des Oberstocks sind Fußwinkelhölzer eingebaut. Der hohe Sockel beider Gebäudebereiche besteht aus steinsichtigem Natursteinmauerwerk. Im Erdgeschoss der Aegidienstraße 24 befindet sich eine Wäscherei. Hofseitig ist das Gebäude mit Welltafeln verkleidet, am südlichen Giebel befindet sich ein Ziegelbehang. Im Inneren ist die ursprüngliche Raumstruktur beider Gebäudeteile weitgehend überformt. Unter dem Gebäude Aegidienstraße 24 befindet sich eine bis unter die Aegidienstraße 22 reichende barocke Kelleranlage. Straßenseitig sind im Dach zwei Schleppgaupen angeordnet, rückseitig ist die Fassade bis in das dritte Obergeschoss hochgezogen. Das Gebäude wurde Ende des 20. / Beginn des 21. Jahrhunderts saniert / modernisiert. | 34154287 |                |
| Aegidienstraße 26 51° 43′ 42″ N, 10° 15′ 6″ O                   | Wohn-/Wirtschaftsgebäude                            | | 34154308 |                |
| Aegidienstraße 28 51° 43′ 42″ N, 10° 15′ 5″ O                   | Wohn-/Wirtschaftsgebäude                            | | 34154329 |                |
| Aegidienstraße 30 51° 43′ 42″ N, 10° 15′ 5″ O                   | Wohn-/Geschäftshaus                                 | Geschäftshaus mit Gastwirtschaft und Scheune im Hof | 34154350 |                |
| Alter Schulhof 51° 43′ 38″ N, 10° 15′ 9″ O                      | Platz                                               | Einzeldenkmal der Baudenkmal-Gruppe Altstadtkern Osterode (ID 34119382) | 34154436 | Weitere Bilder |
| Alter Schulhof 1 51° 43′ 38″ N, 10° 15′ 9″ O                    | Wohnhaus                                            | Einzeldenkmal der Baudenkmal-Gruppe Altstadtkern Osterode (ID 34119382) | 34154458 |                |
| Alter Schulhof 2 51° 43′ 38″ N, 10° 15′ 8″ O                    | Wohnhaus                                            | Einzeldenkmal der Baudenkmal-Gruppe Altstadtkern Osterode (ID 34119382) | 34154479 |                |
| Am Bahnhof 8, 10 51° 43′ 58″ N, 10° 14′ 23″ O                   | Bahnhofsanlage                                      | Baudenkmal-Gruppe Bahnhofsanlage mit Wohnhaus, Toilettenhaus, Empfangsgebäude, Güterabfertigung und Güterschuppen. | 34120770 | Weitere Bilder |
| Am Bahnhof 8 51° 43′ 57″ N, 10° 14′ 24″ O                       | Wohnhaus                                            | Einzeldenkmal der Baudenkmal-Gruppe Bahnhofsanlage (ID 34120770) | 34164445 |                |
| Am Bahnhof 8 51° 43′ 58″ N, 10° 14′ 23″ O                       | Toilette                                            | Einzeldenkmal der Baudenkmal-Gruppe Bahnhofsanlage (ID 34120770), Toilettengebäude des Bahnhofs Osterode | 34164419 |                |
| Am Bahnhof 8 51° 43′ 58″ N, 10° 14′ 23″ O                       | Güterschuppen                                       | Einzeldenkmal der Baudenkmal-Gruppe Bahnhofsanlage (ID 34120770), Güterschuppen des Bahnhofs Osterode | 34164393 |                |
| Am Bahnhof 10 51° 43′ 59″ N, 10° 14′ 22″ O                      | Empfangsgebäude                                     | Einzeldenkmal der Baudenkmal-Gruppe Bahnhofsanlage (ID 34120770). Empfangsgebäude des Bahnhofs Osterode, seit Stilllegung leerstehend. | 34164366 |                |
| Am Bahnhof 10a 51° 43′ 59″ N, 10° 14′ 21″ O                     | Güterabfertigung                                    | Einzeldenkmal der Baudenkmal-Gruppe Bahnhofsanlage (ID 34120770). Güterabfertigung des Bahnhofs Osterode | 34164631 |                |
| Am Friedhof 51° 43′ 49″ N, 10° 15′ 35″ O                        | Stadtfriedhof Osterode                              | Baudenkmal-Gruppe Stadtfriedhof Osterode mit Friedhof (ID 34154500) und Burgruine (ID 34154371) | 34119552 | Weitere Bilder |
| Am Friedhof 51° 43′ 46″ N, 10° 15′ 22″ O                        | Friedhof Scheerenberger Straße                      | Einzeldenkmal der Baudenkmal-Gruppe Stadtfriedhof Osterode (ID 34119552) | 34154500 |                |
| Am Röddenberg 12 51° 43′ 52″ N, 10° 14′ 35″ O                   | Siechenhaus                                         | | 34154521 |                |
| Am Schilde 1 51° 43′ 40″ N, 10° 15′ 11″ O                       | Wohnhaus                                            | Wohnhaus mit Ladeneinbau im Erdgeschoss | 34154566 |                |
| Am Schilde 2 51° 43′ 40″ N, 10° 15′ 10″ O                       | Wohn-/Wirtschaftsgebäude                            | Fachwerkhaus „Bötticher Haus“ mit zwei Ladeneinbauten im Erdgeschoss | 34154587 |                |
| Am Schilde 3 51° 43′ 40″ N, 10° 15′ 12″ O                       | Wohn-/Wirtschaftsgebäude                            | | 34154608 |                |
| Am Schilde 4 51° 43′ 40″ N, 10° 15′ 11″ O                       | Wohn-/Wirtschaftsgebäude                            | | 34154629 |                |
| Am Schilde 5 51° 43′ 40″ N, 10° 15′ 12″ O                       | Wohn-/Wirtschaftsgebäude                            | | 34154650 |                |
| Am Schilde 6 51° 43′ 39″ N, 10° 15′ 11″ O                       | Wohn-/Wirtschaftsgebäude                            | Textilhaus Kressmann | 34154671 |                |
| Am Schilde 8 51° 43′ 39″ N, 10° 15′ 11″ O                       | Wohn-/Wirtschaftsgebäude                            | Textilhaus Kressmann | 34154758 |                |
| Am Schilde 9 51° 43′ 39″ N, 10° 15′ 12″ O                       | Wohn-/Wirtschaftsgebäude                            | | 34154779 |                |
| Am Schilde 10 51° 43′ 39″ N, 10° 15′ 12″ O                      | Wohn-/Wirtschaftsgebäude                            | Textilhaus Kressmann | 34154800 |                |
| Am Schilde 11 51° 43′ 39″ N, 10° 15′ 13″ O                      | Wohn-/Wirtschaftsgebäude                            | | 34154821 |                |
| Am Schilde 12 51° 43′ 39″ N, 10° 15′ 12″ O                      | Wohn-/Wirtschaftsgebäude                            | Fachwerkhaus mit Ladeneinbauten im Erdgeschoss an der Ecke zur Hellhofstraße | 34154842 |                |
| Am Schilde 13 51° 43′ 39″ N, 10° 15′ 13″ O                      | Wohn-/Wirtschaftsgebäude                            | | 34154863 |                |
| Am Schilde 14 51° 43′ 38″ N, 10° 15′ 13″ O                      | Wohn-/Wirtschaftsgebäude                            | Massives Wohn- und Geschäftshaus in Ziegelbauweise mit Bankfiliale im Erdgeschoss an der Ecke zur Hellhofstraße | 34154884 |                |
| Am Schilde 15 51° 43′ 39″ N, 10° 15′ 13″ O                      | Wohn-/Wirtschaftsgebäude                            | | 34154905 |                |
| Am Schilde 16 51° 43′ 38″ N, 10° 15′ 13″ O                      | Wohn-/Wirtschaftsgebäude                            | | 34154926 |                |
| Am Schilde 17 51° 43′ 39″ N, 10° 15′ 13″ O                      | Wohn-/Wirtschaftsgebäude                            | Traufständiges, dreigeschossiges Fachwerkgebäude aus dem 19. Jh., gleichmäßige Fassadenordnung in den Obergeschossen, mit dem Gebäude verspringt die Straßenflucht um ca. 3 m in süd-westliche Richtung, damit markante Ecksituation, im Erdgeschoss über die halbe Hausbreite reichender, profilierter Torbogen mit zurückliegendem Hauseingang, süd-östliche Gebäudehälfte mit breitem Schaufenster und klassizistischen Zierelementen, offensichtlich zweitverwendetes Balkenwerk mit Schnitzwerk, welches nicht der Gestaltung der Fassade zuzuordnen ist; auffallend ist, dass die Deckenbalken ohne Rähm direkt auf den untypisch breiten Stützen aufliegen. Im Inneren bauzeitliches Treppenhaus, barocke Gewölbetonne, ursprüngliche Raumstruktur im Zuge mehrerer Umbaumaßnahmen überformt, nicht ausgebautes Dachgeschoss, gemäß Archiv: 1839 errichtet. 1899 Schaufenstereinbau, 1914 Einbau Ladengeschäft, 1927 Ladenumbau, 1966 umfangreiche Umbauarbeiten, dabei Freilegung von älteren Fachwerkschmuckformen (Halbe Sonnen) und Freilegung der ehemaligen Tordurchfahrt. | 34154947 |                |
| Am Schilde 18 51° 43′ 38″ N, 10° 15′ 14″ O                      | Wohn-/Wirtschaftsgebäude                            | | 34154968 |                |
| Am Schilde 19 51° 43′ 39″ N, 10° 15′ 13″ O                      | Wohn-/Wirtschaftsgebäude                            | | 34154989 | BW             |
| Am Schilde 21 51° 43′ 38″ N, 10° 15′ 14″ O                      | Wohn-/Wirtschaftsgebäude                            | | 34155032 |                |
| Am Schilde 22 51° 43′ 37″ N, 10° 15′ 14″ O                      | Wohn-/Wirtschaftsgebäude                            | Eckhaus zum Rollberg mit Ladeneinbauten und großen Schaufenstern im Erdgeschoss | 34155053 |                |
| Am Schilde 23 51° 43′ 38″ N, 10° 15′ 14″ O                      | Wohn-/Wirtschaftsgebäude                            | | 34155074 |                |
| Am Schilde 25 51° 43′ 38″ N, 10° 15′ 15″ O                      | Wohn-/Wirtschaftsgebäude                            | | 34155095 |                |
| Am Schilde 27 51° 43′ 38″ N, 10° 15′ 15″ O                      | Wohn-/Wirtschaftsgebäude                            | | 34155116 |                |
| Am Schilde 29 51° 43′ 37″ N, 10° 15′ 16″ O                      | Wohn-/Wirtschaftsgebäude                            | Fachwerkhaus | 34155137 | Weitere Bilder |
| Amtshof 51° 43′ 27″ N, 10° 15′ 12″ O                            | Denkmalbereich Amtshof                              | Baudenkmal-Gruppe Amtshof | 34119400 | Weitere Bilder |
| Amtshof 1 51° 43′ 29″ N, 10° 15′ 11″ O                          | Wohn-/Wirtschaftsgebäude                            | Einzeldenkmal der Baudenkmal-Gruppe Neustadt (ID 34119686) | 34155224 |                |
| Amtshof 2 51° 43′ 29″ N, 10° 15′ 11″ O                          | Wohnhaus                                            | Einzeldenkmal der Baudenkmal-Gruppe Amtshof (ID 34119400) | 34155245 |                |
| Amtshof 3 51° 43′ 28″ N, 10° 15′ 11″ O                          | Wohnhaus                                            | Einzeldenkmal der Baudenkmal-Gruppe Amtshof (ID 34119400) | 34155266 |                |
| Amtshof 4 51° 43′ 28″ N, 10° 15′ 11″ O                          | Wohnhaus                                            | Einzeldenkmal der Baudenkmal-Gruppe Amtshof (ID 34119400) | 34155287 |                |
| Amtshof 5 51° 43′ 28″ N, 10° 15′ 11″ O                          | Wohnhaus                                            | Einzeldenkmal der Baudenkmal-Gruppe Amtshof (ID 34119400) | 34155308 |                |
| Amtshof 6 51° 43′ 27″ N, 10° 15′ 11″ O                          | Wohnhaus                                            | Einzeldenkmal der Baudenkmal-Gruppe Amtshof (ID 34119400) | 34155329 |                |
| Amtshof 7 51° 43′ 27″ N, 10° 15′ 12″ O                          | Wohnhaus                                            | Einzeldenkmal der Baudenkmal-Gruppe Amtshof (ID 34119400) | 34155350 |                |
| Amtshof 8 51° 43′ 27″ N, 10° 15′ 12″ O                          | Wohnhaus                                            | Einzeldenkmal der Baudenkmal-Gruppe Amtshof (ID 34119400) | 34155371 |                |
| Amtshof 10 51° 43′ 28″ N, 10° 15′ 12″ O                         | Wohnhaus                                            | Einzeldenkmal der Baudenkmal-Gruppe Amtshof (ID 34119400) | 34155419 |                |
| Amtshof 11 51° 43′ 28″ N, 10° 15′ 13″ O                         | Wohnhaus                                            | Einzeldenkmal der Baudenkmal-Gruppe Amtshof (ID 34119400) | 34155441 |                |
| Amtshof 12 51° 43′ 27″ N, 10° 15′ 10″ O                         | Wohnhaus                                            | Einzeldenkmal der Baudenkmal-Gruppe Amtshof (ID 34119400) | 34155462 |                |
| Amtshof 14 51° 43′ 26″ N, 10° 15′ 11″ O                         | Wohnhaus                                            | Einzeldenkmal der Baudenkmal-Gruppe Amtshof (ID 34119400) | 34155483 |                |
| Amtshof 15 51° 43′ 26″ N, 10° 15′ 12″ O                         | Wohnhaus                                            | Einzeldenkmal der Baudenkmal-Gruppe Amtshof (ID 34119400) | 34155504 |                |
| Amtshof 16 51° 43′ 25″ N, 10° 15′ 12″ O                         | Wirtschaftsgebäude                                  | Einzeldenkmal der Baudenkmal-Gruppe Amtshof (ID 34119400), ehemaliges Gefängnis. | 34155525 |                |
| Amtshof 20 51° 43′ 25″ N, 10° 15′ 16″ O                         | Wohn-/Wirtschaftsgebäude                            | Einzeldenkmal der Baudenkmal-Gruppe Amtshof (ID 34119400). Amtsgericht/Teil des ehem. Schlosses | 34155546 | Weitere Bilder |
| An der Alten Burg 51° 43′ 48″ N, 10° 15′ 26″ O                  | Burgruine Alte Burg                                 | Einzeldenkmal der Baudenkmal-Gruppe Stadtfriedhof Osterode (ID 34119552). Rest einer ehemaligen Burganlage mit teilerhaltenem Burgfried | 34154371 | Weitere Bilder |
| Auenstraße 1 51° 43′ 36″ N, 10° 15′ 12″ O                       | Wohn-/Wirtschaftsgebäude                            | | 34155569 |                |
| Bahnhofstraße 1-20 51° 43′ 44″ N, 10° 14′ 51″ O                 | Denkmalbereich Bahnhofstraße 1-20                   | Baudenkmal-Gruppe Bahnhofstraße 1-20 | 34120723 | Weitere Bilder |
| Bahnhofstraße 1 51° 43′ 43″ N, 10° 14′ 54″ O                    | Wohn-/Geschäftshaus                                 | Einzeldenkmal der Baudenkmal-Gruppe Bahnhofstraße 1-20 (ID 34120723). Bahnhof-Apotheke, Teil des ehemaligen Hotels Kaiserhof. | 34163856 |                |
| Bahnhofstraße 2 51° 43′ 44″ N, 10° 14′ 52″ O                    | Wohn-/Geschäftshaus                                 | Einzeldenkmal der Baudenkmal-Gruppe Bahnhofstraße 1-20 (ID 34120723). | 34164013 |                |
| Bahnhofstraße 3 51° 43′ 43″ N, 10° 14′ 52″ O                    | Wohn-/Geschäftshaus                                 | Einzeldenkmal der Baudenkmal-Gruppe Bahnhofstraße 1-20 (ID 34120723). | 34163884 |                |
| Bahnhofstraße 4 51° 43′ 44″ N, 10° 14′ 52″ O                    | Wohnhaus                                            | Einzeldenkmal der Baudenkmal-Gruppe Bahnhofstraße 1-20 (ID 34120723). | 34164039 |                |
| Bahnhofstraße 5 51° 43′ 43″ N, 10° 14′ 51″ O                    | Wohnhaus                                            | Einzeldenkmal der Baudenkmal-Gruppe Bahnhofstraße 1-20 (ID 34120723). | 34163910 |                |
| Bahnhofstraße 6 51° 43′ 44″ N, 10° 14′ 51″ O                    | Wohnhaus                                            | Einzeldenkmal der Baudenkmal-Gruppe Bahnhofstraße 1-20 (ID 34120723). Ehemals mit Kinosaal der Bahnhofslichtspiele (BaLi) im Hof. | 34164065 |                |
| Bahnhofstraße 7 51° 43′ 43″ N, 10° 14′ 50″ O                    | Wohnhaus                                            | Einzeldenkmal der Baudenkmal-Gruppe Bahnhofstraße 1-20 (ID 34120723). | 34155591 |                |
| Bahnhofstraße 8 51° 43′ 44″ N, 10° 14′ 50″ O                    | Wohn-/Wirtschaftsgebäude                            | Einzeldenkmal der Baudenkmal-Gruppe Bahnhofstraße 1-20 (ID 34120723). | 34164091 |                |
| Bahnhofstraße 9 51° 43′ 44″ N, 10° 14′ 50″ O                    | Wohn-/Geschäftshaus                                 | Einzeldenkmal der Baudenkmal-Gruppe Bahnhofstraße 1-20 (ID 34120723). | 34163936 |                |
| Bahnhofstraße 10 51° 43′ 45″ N, 10° 14′ 49″ O                   | Villa                                               | Einzeldenkmal der Baudenkmal-Gruppe Bahnhofstraße 1-20 (ID 34120723), heute Druckerei. | 34164117 |                |
| Bahnhofstraße 10 51° 43′ 46″ N, 10° 14′ 49″ O                   | Nebengebäude                                        | Einzeldenkmal der Baudenkmal-Gruppe Bahnhofstraße 1-20 (ID 34120723), heute Druckerei. | 34164572 |                |
| Bahnhofstraße 12 51° 43′ 45″ N, 10° 14′ 48″ O                   | Wohnhaus                                            | Einzeldenkmal der Baudenkmal-Gruppe Bahnhofstraße 1-20 (ID 34120723). | 34164149 |                |
| Bahnhofstraße 13 51° 43′ 44″ N, 10° 14′ 49″ O                   | Wohn-/Geschäftshaus                                 | Einzeldenkmal der Baudenkmal-Gruppe Bahnhofstraße 1-20 (ID 34120723). | 34163987 |                |
| Berliner Straße 16 a 51° 43′ 33″ N, 10° 15′ 33″ O               | Wohnhaus                                            | ehem. Nebengebäude der Berliner Straße 18 | 34163676 |                |
| Berliner Straße 18 51° 43′ 33″ N, 10° 15′ 34″ O                 | Wohnhaus                                            | Ehemaliges Fabrikgebäude der Wollfabrik »Graeseier & König«. | 34155649 |                |
| Bleichestelle 1 51° 43′ 40″ N, 10° 15′ 27″ O                    | Wohnhaus                                            | Fachwerkhaus | 34155672 |                |
| Brauhausstraße 1 51° 43′ 37″ N, 10° 15′ 16″ O                   | Wohn-/Wirtschaftsgebäude                            | Einzeldenkmal der Baudenkmal-Gruppe Altstadtkern Osterode (ID 34119382). | 34155733 |                |
| Brauhausstraße 2 51° 43′ 37″ N, 10° 15′ 16″ O                   | Wohn-/Wirtschaftsgebäude                            | Einzeldenkmal der Baudenkmal-Gruppe Altstadtkern Osterode (ID 34119382). | 34155754 |                |
| Brauhausstraße 4 51° 43′ 37″ N, 10° 15′ 17″ O                   | Wohn-/Wirtschaftsgebäude                            | Einzeldenkmal der Baudenkmal-Gruppe Altstadtkern Osterode (ID 34119382). | 34155775 |                |
| Brauhausstraße 6 51° 43′ 37″ N, 10° 15′ 17″ O                   | Wohn-/Wirtschaftsgebäude                            | Einzeldenkmal der Baudenkmal-Gruppe Altstadtkern Osterode (ID 34119382). | 34155817 |                |
| Brauhausstraße 8 51° 43′ 36″ N, 10° 15′ 17″ O                   | Wohn-/Wirtschaftsgebäude                            | Einzeldenkmal der Baudenkmal-Gruppe Altstadtkern Osterode (ID 34119382). | 34155838 |                |
| Brauhausstraße 10 51° 43′ 36″ N, 10° 15′ 17″ O                  | Wohn-/Wirtschaftsgebäude                            | Einzeldenkmal der Baudenkmal-Gruppe Altstadtkern Osterode (ID 34119382). | 34155859 |                |
| Brauhausstraße 11 51° 43′ 36″ N, 10° 15′ 17″ O                  | Wohn-/Wirtschaftsgebäude                            | Einzeldenkmal der Baudenkmal-Gruppe Altstadtkern Osterode (ID 34119382). | 34155880 |                |
| Brauhausstraße 11 51° 43′ 35″ N, 10° 15′ 17″ O                  | Wirtschaftsgebäude                                  | Einzeldenkmal der Baudenkmal-Gruppe Altstadtkern Osterode (ID 34119382). | 34164549 |                |
| Burgfrieden 2 51° 43′ 29″ N, 10° 15′ 16″ O                      | Wohnhaus                                            | Einzeldenkmal der Baudenkmal-Gruppe Altstadtbereich Rollberg (ID 34119766), Hintergebäude an Jacobitorstraße 2. | 34164343 |                |
| Burgfrieden 3 51° 43′ 29″ N, 10° 15′ 15″ O                      | Wohnhaus                                            | Einzeldenkmal der Baudenkmal-Gruppe Altstadtbereich Rollberg (ID 34119766) | 34155993 |                |
| Burgfrieden 5 51° 43′ 29″ N, 10° 15′ 15″ O                      | Wohnhaus                                            | Einzeldenkmal der Baudenkmal-Gruppe Altstadtbereich Rollberg (ID 34119766) | 34156014 |                |
| Burgfrieden 7 51° 43′ 29″ N, 10° 15′ 15″ O                      | Wohnhaus                                            | Einzeldenkmal der Baudenkmal-Gruppe Altstadtbereich Rollberg (ID 34119766) | 34156035 |                |
| Dielenplan 5 51° 43′ 46″ N, 10° 14′ 54″ O                       | Wohn-/Wirtschaftsgebäude                            | | 34156056 |                |
| Dörgestraße 2 51° 43′ 42″ N, 10° 14′ 54″ O                      | Wohnhaus                                            | Ehemaliges Gasthaus Zur Krone mit Ausspann | 34156122 |                |
| Dörgestraße 8 51° 43′ 41″ N, 10° 14′ 53″ O                      | Wohnhaus                                            | | 34156210 |                |
| Dörgestraße 18 51° 43′ 39″ N, 10° 14′ 51″ O                     | Wohnhaus                                            | | 34156275 |                |
| Dörgestraße 27 51° 43′ 37″ N, 10° 14′ 53″ O                     | Villa                                               | | 34156298 |                |
| Dörgestraße 40 51° 43′ 34″ N, 10° 14′ 48″ O                     | Villa                                               | Schachtrupp-Villa, Fabrikantenvilla der Familie Schachtrupp, 1819 errichtet. Zeitweise Nutzung als Realgymnasium. | 34156320 | Weitere Bilder |
| Eisensteinstraße 1 51° 43′ 44″ N, 10° 15′ 11″ O                 | Harzkornmagazin (Neues Rathaus)                     | Harzkornmagazin, seit 1989 als Rathaus der Stadt Osterode genutzt. Ursprünglich 1719–1722 als Lagergebäude für Getreide errichtet. | 34156344 | Weitere Bilder |
| Feldbrunnen 51° 43′ 27″ N, 10° 12′ 43″ O                        | Brunnenhaus                                         | Brunnenhaus der Quelle Feldbrunnen | 34149451 |                |
| Feldbrunnen 51° 43′ 20″ N, 10° 12′ 40″ O                        | Kirche                                              | Ruine der Wüstungskirche Mötlingerode | 34149364 | Weitere Bilder |
| Feldbrunnen 2 51° 43′ 19″ N, 10° 12′ 33″ O                      | Wohnhaus                                            | | 34149409 | BW             |
| Feldbrunnen 2 51° 43′ 19″ N, 10° 12′ 34″ O                      | Scheune                                             | | 34149430 | BW             |
| Gipsmühlenweg 37/38 51° 43′ 52″ N, 10° 14′ 1″ O                 | Denkmalgruppe                                       | Baudenkmal-Gruppe Gipsmühlenweg 37/38. Jugendstilensemble Villa „Gyps“ und Garten, mit Gartenpavillon, Mühlengraben, Einfriedungsmauer, Pergola, Wagenremise und Pavillons. | 34119448 | Weitere Bilder |
| Gipsmühlenweg 37 51° 43′ 51″ N, 10° 14′ 1″ O                    | Villa                                               | Einzeldenkmal der Baudenkmal-Gruppe Gipsmühlenweg 37/38 (ID 34119448), Fabrikantenvilla. | 34156685 |                |
| Gipsmühlenweg 37 51° 43′ 50″ N, 10° 14′ 0″ O                    | Pavillon                                            | Einzeldenkmal der Baudenkmal-Gruppe Gipsmühlenweg 37/38 (ID 34119448). Gartenpavillon der Villa Gyps, oberhalb im Garten. | 34151556 | BW             |
| Gipsmühlenweg 37 51° 43′ 51″ N, 10° 14′ 2″ O                    | Garten                                              | Einzeldenkmal der Baudenkmal-Gruppe Gipsmühlenweg 37/38 (ID 34119448), Villengarten der Villa Gyps | 34156713 |                |
| Gipsmühlenweg 37 51° 43′ 51″ N, 10° 14′ 1″ O                    | Mühlengraben                                        | Einzeldenkmal der Baudenkmal-Gruppe Gipsmühlenweg 37/38 (ID 34119448). Mühlengraben im Villengarten an der Villa Gyps. Der Mühlengraben fließt jedoch bereits vor dem Villengarten in die Apenke, die dann durch den Garten fließt und hinter dem Gipswerk in die Söse mündet. | 34164847 | BW             |
| Gipsmühlenweg 38 51° 43′ 53″ N, 10° 14′ 1″ O                    | Remise                                              | Einzeldenkmal der Baudenkmal-Gruppe Gipsmühlenweg 37/38 (ID 34119448). Fahrzeughalle der Villa Gyps | 34164471 |                |
| Gipsmühlenweg 38 51° 43′ 53″ N, 10° 14′ 2″ O                    | Pavillons                                           | Einzeldenkmal der Baudenkmal-Gruppe Gipsmühlenweg 37/38 (ID 34119448), Pavillons an der Einfahrt | 34164497 |                |
| Gipsmühlenweg 39 51° 43′ 51″ N, 10° 14′ 4″ O                    | Pergola                                             | Einzeldenkmal der Baudenkmal-Gruppe Gipsmühlenweg 37/38 (ID 34119448), Pergola im Garten der Villa Gyps | 34164787 | BW             |
| Gipsmühlenweg 39 51° 43′ 51″ N, 10° 14′ 5″ O                    | Einfriedungsmauern                                  | Einzeldenkmal der Baudenkmal-Gruppe Gipsmühlenweg 37/38 (ID 34119448), Einfriedungsmauern des Gartens der Villa Gyps | 34164659 |                |
| Güldenstraße 2 51° 43′ 39″ N, 10° 15′ 6″ O                      | Wohn-/Geschäftshaus                                 | Einzeldenkmal in der Baudenkmal-Gruppe Altstadtkern Osterode (ID 34119382) | 34156741 | BW             |
| Hellhofstraße 2 51° 43′ 38″ N, 10° 15′ 12″ O                    | Wohn-/Wirtschaftsgebäude                            | Einzeldenkmal in der Baudenkmal-Gruppe Altstadtkern Osterode (ID 34119382) | 34156783 |                |
| Hellhofstraße 4 51° 43′ 38″ N, 10° 15′ 11″ O                    | Wohn-/Wirtschaftsgebäude                            | Einzeldenkmal in der Baudenkmal-Gruppe Altstadtkern Osterode (ID 34119382) | 34156804 |                |
| Hellhofstraße 6 51° 43′ 38″ N, 10° 15′ 11″ O                    | Wohn-/Wirtschaftsgebäude                            | Einzeldenkmal in der Baudenkmal-Gruppe Altstadtkern Osterode (ID 34119382) | 34156825 |                |
| Hellhofstraße 12 51° 43′ 37″ N, 10° 15′ 10″ O                   | Wohn-/Wirtschaftsgebäude                            | Einzeldenkmal in der Baudenkmal-Gruppe Altstadtkern Osterode (ID 34119382) | 34156846 |                |
| Herzberger Straße 5 51° 43′ 27″ N, 10° 15′ 24″ O                | Landkreisverwaltung                                 | Altbau des Verwaltungsgebäudes des Landkreises, Landratsamt | 34156867 |                |
| Herzberger Straße 7, 9, 11 51° 43′ 25″ N, 10° 15′ 25″ O         | Denkmalgruppe Herzberger Straße 7, 9, 11            | Baudenkmal-Gruppe der Häuser Herzberger Straße 7, 9, 11 | 34119483 |                |
| Herzberger Straße 9 51° 43′ 25″ N, 10° 15′ 24″ O                | Wohnhaus                                            | Einzeldenkmal in der Baudenkmal-Gruppe Herzberger Straße 7, 9, 11 (ID 34119483) | 34156912 |                |
| Herzberger Straße 12/14 51° 43′ 24″ N, 10° 15′ 26″ O            | Denkmalgruppe Herzberger Straße 12/14               | Baudenkmal-Gruppe der Häuser Herzberger Straße 12, 14. Ehemaliges Fabrikgebäude der sogenannten Saftquetsche. | 34119603 |                |
| Herzberger Straße 12 51° 43′ 24″ N, 10° 15′ 25″ O               | Wohnhaus Doppelhaushälfte                           | Einzeldenkmal in der Baudenkmal-Gruppe Herzberger Straße 12/14 (ID 34119603) | 34156955 |                |
| Herzberger Straße 14 51° 43′ 24″ N, 10° 15′ 27″ O               | Wohnhaus Doppelhaushälfte                           | Einzeldenkmal in der Baudenkmal-Gruppe Herzberger Straße 12/14 (ID 34119603) | 34156977 |                |
| Herzberger Straße 21, 23 51° 43′ 24″ N, 10° 15′ 34″ O           | Denkmalgruppe Herzberger Straße 21, 23              | Baudenkmal-Gruppe der Häuser Herzberger Straße 21, 23. | 34119501 |                |
| Herzberger Straße 23 51° 43′ 24″ N, 10° 15′ 34″ O               | Wohnhaus                                            | Einzeldenkmal in der Baudenkmal-Gruppe Herzberger Straße 21, 23 (ID 34119501) | 34156999 |                |
| Im Winkel 51° 43′ 41″ N, 10° 14′ 44″ O                          | Denkmalgruppe Im Winkel                             | Baudenkmal-Gruppe der Häuser auf der Südseite der Straße Im Winkel | 34119518 | Weitere Bilder |
| Im Winkel 1 51° 43′ 41″ N, 10° 14′ 45″ O                        | Wohn-/Wirtschaftsgebäude                            | Einzeldenkmal in der Baudenkmal-Gruppe Im Winkel (ID 34119518) | 34157064 |                |
| Im Winkel 3 51° 43′ 41″ N, 10° 14′ 45″ O                        | Wohnhaus                                            | Einzeldenkmal in der Baudenkmal-Gruppe Im Winkel (ID 34119518) | 34157085 |                |
| Im Winkel 5 51° 43′ 41″ N, 10° 14′ 45″ O                        | Wohn-/Wirtschaftsgebäude                            | Einzeldenkmal in der Baudenkmal-Gruppe Im Winkel (ID 34119518) | 34157106 |                |
| Im Winkel 7 51° 43′ 41″ N, 10° 14′ 44″ O                        | Wohn-/Wirtschaftsgebäude                            | Einzeldenkmal in der Baudenkmal-Gruppe Im Winkel (ID 34119518) | 34157127 |                |
| Im Winkel 9 51° 43′ 41″ N, 10° 14′ 44″ O                        | Wohn-/Wirtschaftsgebäude                            | Einzeldenkmal in der Baudenkmal-Gruppe Im Winkel (ID 34119518) | 34157148 |                |
| Im Winkel 11 51° 43′ 41″ N, 10° 14′ 43″ O                       | Wohn-/Wirtschaftsgebäude                            | Einzeldenkmal in der Baudenkmal-Gruppe Im Winkel (ID 34119518) | 34157169 |                |
| Jacobitorstraße 51° 43′ 29″ N, 10° 15′ 18″ O                    | Jacobitor                                           | Baudenkmal-Gruppe Jacobitor, Häusergruppe der Hausnummern 4-8 auf der Südseite der Straße | 34119535 |                |
| Jacobitorstraße 2 51° 43′ 29″ N, 10° 15′ 16″ O                  | Wohn-/Wirtschaftsgebäude                            | | 34157190 |                |
| Jacobitorstraße 4 51° 43′ 29″ N, 10° 15′ 17″ O                  | Wohnhaus                                            | Einzeldenkmal in der Baudenkmal-Gruppe Jacobitor (ID 34119535) | 34157213 |                |
| Jacobitorstraße 6 51° 43′ 29″ N, 10° 15′ 18″ O                  | Wohnhaus                                            | Einzeldenkmal in der Baudenkmal-Gruppe Jacobitor (ID 34119535) | 34157234 |                |
| Jacobitorstraße 8 51° 43′ 29″ N, 10° 15′ 18″ O                  | Wohnhaus                                            | Einzeldenkmal in der Baudenkmal-Gruppe Jacobitor (ID 34119535) | 34157255 |                |
| Jammertalgasse 4 51° 43′ 33″ N, 10° 15′ 3″ O                    | Wohn-/Wirtschaftsgebäude                            | Einzeldenkmal in der Baudenkmal-Gruppe Altstadtbereich Krummer Bruch (ID 34119586) | 34157300 |                |
| Johannistorstraße 51° 43′ 41″ N, 10° 15′ 12″ O                  | Straßenraum                                         | Einzeldenkmal in der Baudenkmal-Gruppe Altstadtkern Osterode (ID 34119382) | 34157321 |                |
| Johannistorstraße 1 51° 43′ 41″ N, 10° 15′ 11″ O                | Wohn-/Wirtschaftsgebäude                            | Einzeldenkmal in der Baudenkmal-Gruppe Altstadtkern Osterode (ID 34119382) | 34157342 |                |
| Johannistorstraße 2 51° 43′ 40″ N, 10° 15′ 11″ O                | Wohn-/Wirtschaftsgebäude                            | Einzeldenkmal in der Baudenkmal-Gruppe Altstadtkern Osterode (ID 34119382) | 34157363 |                |
| Johannistorstraße 3 51° 43′ 41″ N, 10° 15′ 11″ O                | Wohn-/Geschäftshaus                                 | Einzeldenkmal in der Baudenkmal-Gruppe Altstadtkern Osterode (ID 34119382) | 34157384 |                |
| Johannistorstraße 5 51° 43′ 42″ N, 10° 15′ 12″ O                | Wohn-/Geschäftshaus                                 | Einzeldenkmal in der Baudenkmal-Gruppe Altstadtkern Osterode (ID 34119382) | 34157427 |                |
| Johannistorstraße 7/9 51° 43′ 42″ N, 10° 15′ 12″ O              | Wohn-/Wirtschaftsgebäude                            | Einzeldenkmal in der Baudenkmal-Gruppe Altstadtkern Osterode (ID 34119382) | 34157470 |                |
| Johannistorstraße 8 51° 43′ 41″ N, 10° 15′ 12″ O                | Wohn-/Geschäftshaus                                 | Einzeldenkmal in der Baudenkmal-Gruppe Altstadtkern Osterode (ID 34119382) | 34157491 |                |
| Johannistorstraße 10 51° 43′ 42″ N, 10° 15′ 13″ O               | Wohn-/Wirtschaftsgebäude                            | Einzeldenkmal in der Baudenkmal-Gruppe Altstadtkern Osterode (ID 34119382), auch Haus Lenz genannt. | 34157512 |                |
| Kornmarkt 1 51° 43′ 40″ N, 10° 15′ 6″ O                         | Wohn-/Wirtschaftsgebäude                            | Einzeldenkmal in der Baudenkmal-Gruppe Altstadtkern Osterode (ID 34119382) | 34157580 | Weitere Bilder |
| Kornmarkt 2 51° 43′ 41″ N, 10° 15′ 5″ O                         | Wohn-/Geschäftshaus                                 | Einzeldenkmal in der Baudenkmal-Gruppe Altstadtkern Osterode (ID 34119382) | 34157601 | Weitere Bilder |
| Kornmarkt 3 51° 43′ 40″ N, 10° 15′ 5″ O                         | Bankgebäude                                         | Einzeldenkmal in der Baudenkmal-Gruppe Altstadtkern Osterode (ID 34119382) | 34157622 | BW             |
| Kornmarkt 4 51° 43′ 41″ N, 10° 15′ 5″ O                         | Wohn-/Geschäftshaus                                 | Einzeldenkmal in der Baudenkmal-Gruppe Altstadtkern Osterode (ID 34119382) | 34157644 | Weitere Bilder |
| Kornmarkt 5 51° 43′ 39″ N, 10° 15′ 5″ O                         | Bankgebäude                                         | Einzeldenkmal in der Baudenkmal-Gruppe Altstadtkern Osterode (ID 34119382) | 34157665 | BW             |
| Kornmarkt 6 51° 43′ 41″ N, 10° 15′ 4″ O                         | Wohn-/Geschäftshaus                                 | Einzeldenkmal in der Baudenkmal-Gruppe Altstadtkern Osterode (ID 34119382) | 34157687 | Weitere Bilder |
| Kornmarkt 7 51° 43′ 39″ N, 10° 15′ 4″ O                         | Wohn-/Wirtschaftsgebäude                            | Einzeldenkmal in der Baudenkmal-Gruppe Altstadtkern Osterode (ID 34119382) | 34157708 | Weitere Bilder |
| Kornmarkt 8 51° 43′ 41″ N, 10° 15′ 4″ O                         | Wohn-/Geschäftshaus                                 | Einzeldenkmal in der Baudenkmal-Gruppe Altstadtkern Osterode (ID 34119382) | 34157729 | Weitere Bilder |
| Kornmarkt 9 51° 43′ 39″ N, 10° 15′ 3″ O                         | Wohn-/Geschäftshaus                                 | Einzeldenkmal in der Baudenkmal-Gruppe Altstadtkern Osterode (ID 34119382) | 34157750 | Weitere Bilder |
| Kornmarkt 10 51° 43′ 41″ N, 10° 15′ 3″ O                        | Wohn-/Geschäftshaus                                 | Einzeldenkmal in der Baudenkmal-Gruppe Altstadtkern Osterode (ID 34119382) | 34157777 | Weitere Bilder |
| Kornmarkt 11 51° 43′ 39″ N, 10° 15′ 3″ O                        | Wohn-/Wirtschaftsgebäude                            | Einzeldenkmal in der Baudenkmal-Gruppe Altstadtkern Osterode (ID 34119382) | 34157799 | Weitere Bilder |
| Kornmarkt 12 51° 43′ 41″ N, 10° 15′ 3″ O                        | Wohn-/Geschäftshaus Rinnesches Haus                 | Einzeldenkmal in der Baudenkmal-Gruppe Altstadtkern Osterode (ID 34119382), Rinnesches Haus, um 1610 errichtet. | 34157820 | Weitere Bilder |
| Kornmarkt 13 51° 43′ 39″ N, 10° 15′ 3″ O                        | Wohn-/Wirtschaftsgebäude                            | Einzeldenkmal in der Baudenkmal-Gruppe Altstadtkern Osterode (ID 34119382) | 34157841 | Weitere Bilder |
| Kornmarkt 14 51° 43′ 41″ N, 10° 15′ 2″ O                        | Wohn-/Geschäftshaus                                 | Einzeldenkmal in der Baudenkmal-Gruppe Altstadtkern Osterode (ID 34119382) | 34157862 | Weitere Bilder |
| Kornmarkt 16 51° 43′ 41″ N, 10° 15′ 2″ O                        | Wohn-/Geschäftshaus                                 | Einzeldenkmal in der Baudenkmal-Gruppe Altstadtkern Osterode (ID 34119382) | 34157905 | Weitere Bilder |
| Kornmarkt 17 51° 43′ 40″ N, 10° 15′ 1″ O                        | Wohn-/Wirtschaftsgebäude                            | Einzeldenkmal in der Baudenkmal-Gruppe Altstadtkern Osterode (ID 34119382) | 34157926 | Weitere Bilder |
| Kornmarkt 18 51° 43′ 42″ N, 10° 15′ 1″ O                        | Wohn-/Geschäftshaus                                 | Einzeldenkmal in der Baudenkmal-Gruppe Altstadtkern Osterode (ID 34119382) | 34157947 | Weitere Bilder |
| Kornmarkt 19 51° 43′ 40″ N, 10° 15′ 1″ O                        | Wohn-/Wirtschaftsgebäude                            | Einzeldenkmal in der Baudenkmal-Gruppe Altstadtkern Osterode (ID 34119382) | 34157968 | Weitere Bilder |
| Kornmarkt 20 51° 43′ 42″ N, 10° 15′ 1″ O                        | Wohn-/Geschäftshaus                                 | Einzeldenkmal in der Baudenkmal-Gruppe Altstadtkern Osterode (ID 34119382), älteste Fachwerkhaus der Stadt von 1545. | 34157989 | Weitere Bilder |
| Kornmarkt 21 51° 43′ 40″ N, 10° 15′ 0″ O                        | Wohn-/Wirtschaftsgebäude                            | Einzeldenkmal in der Baudenkmal-Gruppe Altstadtkern Osterode (ID 34119382) | 34158010 | Weitere Bilder |
| Kornmarkt 22 51° 43′ 42″ N, 10° 15′ 0″ O                        | Wohn-/Geschäftshaus                                 | Einzeldenkmal in der Baudenkmal-Gruppe Altstadtkern Osterode (ID 34119382) | 34158031 | Weitere Bilder |
| Kornmarkt 23 51° 43′ 41″ N, 10° 15′ 0″ O                        | Wohn-/Wirtschaftsgebäude                            | Einzeldenkmal in der Baudenkmal-Gruppe Altstadtkern Osterode (ID 34119382) | 34158052 | Weitere Bilder |
| Kornmarkt 24 51° 43′ 42″ N, 10° 15′ 0″ O                        | Wohn-/Geschäftshaus                                 | Einzeldenkmal in der Baudenkmal-Gruppe Altstadtkern Osterode (ID 34119382) | 34158073 | Weitere Bilder |
| Kornmarkt 25 51° 43′ 41″ N, 10° 14′ 59″ O                       | Wohn-/Geschäftshaus                                 | Einzeldenkmal in der Baudenkmal-Gruppe Altstadtkern Osterode (ID 34119382) | 34158094 | Weitere Bilder |
| Kornmarkt 26 51° 43′ 42″ N, 10° 14′ 59″ O                       | Wohn-/Geschäftshaus                                 | Einzeldenkmal in der Baudenkmal-Gruppe Altstadtkern Osterode (ID 34119382) | 34158115 | Weitere Bilder |
| Kurzer Krummer Bruch 51° 43′ 34″ N, 10° 14′ 59″ O               | Straßenraum                                         | Einzeldenkmal in der Baudenkmal-Gruppe Altstadtbereich Krummer Bruch (ID 34119586), Straßenzeile Kurzer Krummer Bruch | 34158157 | Weitere Bilder |
| Kurzer Krummer Bruch 1 51° 43′ 35″ N, 10° 15′ 0″ O              | Wohn-/Wirtschaftsgebäude                            | Einzeldenkmal in der Baudenkmal-Gruppe Altstadtbereich Krummer Bruch (ID 34119586) | 34158178 |                |
| Kurzer Krummer Bruch 2 51° 43′ 35″ N, 10° 14′ 59″ O             | Wohn-/Wirtschaftsgebäude                            | Einzeldenkmal in der Baudenkmal-Gruppe Altstadtbereich Krummer Bruch (ID 34119586) | 34158199 |                |
| Kurzer Krummer Bruch 3 51° 43′ 35″ N, 10° 15′ 0″ O              | Wohn-/Wirtschaftsgebäude                            | Einzeldenkmal in der Baudenkmal-Gruppe Altstadtbereich Krummer Bruch (ID 34119586) | 34158220 |                |
| Kurzer Krummer Bruch 4 51° 43′ 35″ N, 10° 14′ 59″ O             | Wohn-/Wirtschaftsgebäude                            | Einzeldenkmal in der Baudenkmal-Gruppe Altstadtbereich Krummer Bruch (ID 34119586) | 34158241 |                |
| Kurzer Krummer Bruch 5 51° 43′ 34″ N, 10° 14′ 59″ O             | Wohn-/Wirtschaftsgebäude                            | Einzeldenkmal in der Baudenkmal-Gruppe Altstadtbereich Krummer Bruch (ID 34119586) | 34158262 |                |
| Kurzer Krummer Bruch 6 51° 43′ 34″ N, 10° 14′ 59″ O             | Wohn-/Wirtschaftsgebäude                            | Einzeldenkmal in der Baudenkmal-Gruppe Altstadtbereich Krummer Bruch (ID 34119586) | 34158283 |                |
| Kurzer Krummer Bruch 7 51° 43′ 34″ N, 10° 14′ 59″ O             | Wohn-/Wirtschaftsgebäude                            | Einzeldenkmal in der Baudenkmal-Gruppe Altstadtbereich Krummer Bruch (ID 34119586) | 34158304 |                |
| Kurzer Krummer Bruch 8 51° 43′ 34″ N, 10° 14′ 58″ O             | Wohn-/Wirtschaftsgebäude                            | Einzeldenkmal in der Baudenkmal-Gruppe Altstadtbereich Krummer Bruch (ID 34119586) | 34158325 |                |
| Kurzer Krummer Bruch 9 51° 43′ 34″ N, 10° 14′ 59″ O             | Wohnhaus                                            | Einzeldenkmal in der Baudenkmal-Gruppe Altstadtbereich Krummer Bruch (ID 34119586) | 34158346 |                |
| Kurzer Krummer Bruch 10 51° 43′ 34″ N, 10° 14′ 58″ O            | Wohn-/Wirtschaftsgebäude                            | Einzeldenkmal in der Baudenkmal-Gruppe Altstadtbereich Krummer Bruch (ID 34119586) | 34158367 |                |
| Kurzer Krummer Bruch 11 51° 43′ 33″ N, 10° 14′ 59″ O            | Wohn-/Wirtschaftsgebäude                            | Einzeldenkmal in der Baudenkmal-Gruppe Altstadtbereich Krummer Bruch (ID 34119586) | 34158388 |                |
| Kurzer Krummer Bruch 13 51° 43′ 33″ N, 10° 14′ 59″ O            | Wohn-/Wirtschaftsgebäude                            | Einzeldenkmal in der Baudenkmal-Gruppe Altstadtbereich Krummer Bruch (ID 34119586) | 34158409 |                |
| Langer Krummer Bruch 2 51° 43′ 34″ N, 10° 15′ 9″ O              | Wohn-/Wirtschaftsgebäude                            | Einzeldenkmal in der Baudenkmal-Gruppe Altstadtbereich Krummer Bruch (ID 34119586) | 34158430 |                |
| Langer Krummer Bruch 5 51° 43′ 33″ N, 10° 15′ 7″ O              | Wohnhaus                                            | Einzeldenkmal in der Baudenkmal-Gruppe Altstadtbereich Krummer Bruch (ID 34119586) | 34158472 |                |
| Langer Krummer Bruch 6 51° 43′ 34″ N, 10° 15′ 8″ O              | Wohn-/Wirtschaftsgebäude                            | Einzeldenkmal in der Baudenkmal-Gruppe Altstadtbereich Krummer Bruch (ID 34119586) | 34158493 |                |
| Langer Krummer Bruch 7 51° 43′ 34″ N, 10° 15′ 7″ O              | Wohn-/Wirtschaftsgebäude                            | Einzeldenkmal in der Baudenkmal-Gruppe Altstadtbereich Krummer Bruch (ID 34119586) | 34158514 |                |
| Langer Krummer Bruch 9 51° 43′ 34″ N, 10° 15′ 6″ O              | Wohn-/Wirtschaftsgebäude                            | Einzeldenkmal in der Baudenkmal-Gruppe Altstadtbereich Krummer Bruch (ID 34119586) | 34158535 |                |
| Langer Krummer Bruch 10 51° 43′ 34″ N, 10° 15′ 7″ O             | Wohn-/Wirtschaftsgebäude                            | Einzeldenkmal in der Baudenkmal-Gruppe Altstadtbereich Krummer Bruch (ID 34119586) | 34158556 |                |
| Langer Krummer Bruch 11 51° 43′ 34″ N, 10° 15′ 6″ O             | Wohn-/Wirtschaftsgebäude                            | Einzeldenkmal in der Baudenkmal-Gruppe Altstadtbereich Krummer Bruch (ID 34119586) | 34158577 |                |
| Langer Krummer Bruch 12 51° 43′ 34″ N, 10° 15′ 7″ O             | Wohn-/Wirtschaftsgebäude                            | Einzeldenkmal in der Baudenkmal-Gruppe Altstadtbereich Krummer Bruch (ID 34119586) | 34158598 |                |
| Langer Krummer Bruch 13 51° 43′ 34″ N, 10° 15′ 6″ O             | Wohn-/Wirtschaftsgebäude                            | Einzeldenkmal in der Baudenkmal-Gruppe Altstadtbereich Krummer Bruch (ID 34119586) | 34158619 |                |
| Langer Krummer Bruch 14 51° 43′ 34″ N, 10° 15′ 6″ O             | Wohn-/Wirtschaftsgebäude                            | Einzeldenkmal in der Baudenkmal-Gruppe Altstadtbereich Krummer Bruch (ID 34119586) | 34158640 |                |
| Langer Krummer Bruch 15 51° 43′ 34″ N, 10° 15′ 5″ O             | Wohnhaus                                            | Einzeldenkmal in der Baudenkmal-Gruppe Altstadtbereich Krummer Bruch (ID 34119586) | 34158661 |                |
| Langer Krummer Bruch 16 51° 43′ 34″ N, 10° 15′ 6″ O             | Wohnhaus                                            | Einzeldenkmal in der Baudenkmal-Gruppe Altstadtbereich Krummer Bruch (ID 34119586) | 34158682 |                |
| Langer Krummer Bruch 17 51° 43′ 34″ N, 10° 15′ 5″ O             | Wohn-/Wirtschaftsgebäude                            | Einzeldenkmal in der Baudenkmal-Gruppe Altstadtbereich Krummer Bruch (ID 34119586) | 34158703 |                |
| Langer Krummer Bruch 18 51° 43′ 34″ N, 10° 15′ 6″ O             | ehemalige Synagoge                                  | Einzeldenkmal in der Baudenkmal-Gruppe Altstadtbereich Krummer Bruch (ID 34119586) | 34158724 | Weitere Bilder |
| Langer Krummer Bruch 19 51° 43′ 34″ N, 10° 15′ 4″ O             | Wohn-/Wirtschaftsgebäude                            | Einzeldenkmal in der Baudenkmal-Gruppe Altstadtbereich Krummer Bruch (ID 34119586) | 34158746 |                |
| Langer Krummer Bruch 20 51° 43′ 34″ N, 10° 15′ 5″ O             | Wohn-/Wirtschaftsgebäude                            | Einzeldenkmal in der Baudenkmal-Gruppe Altstadtbereich Krummer Bruch (ID 34119586) | 34158767 |                |
| Langer Krummer Bruch 21 51° 43′ 34″ N, 10° 15′ 3″ O             | Wohn-/Wirtschaftsgebäude                            | Einzeldenkmal in der Baudenkmal-Gruppe Altstadtbereich Krummer Bruch (ID 34119586) | 34158788 |                |
| Langer Krummer Bruch 22 51° 43′ 35″ N, 10° 15′ 5″ O             | Wohn-/Wirtschaftsgebäude                            | Einzeldenkmal in der Baudenkmal-Gruppe Altstadtbereich Krummer Bruch (ID 34119586) | 34158809 |                |
| Langer Krummer Bruch 23 51° 43′ 34″ N, 10° 15′ 3″ O             | Wohn-/Wirtschaftsgebäude                            | Einzeldenkmal in der Baudenkmal-Gruppe Altstadtbereich Krummer Bruch (ID 34119586) | 34158830 |                |
| Langer Krummer Bruch 25 51° 43′ 35″ N, 10° 15′ 2″ O             | Wohn-/Wirtschaftsgebäude                            | Einzeldenkmal in der Baudenkmal-Gruppe Altstadtbereich Krummer Bruch (ID 34119586) | 34158851 | Weitere Bilder |
| Langer Krummer Bruch 27 51° 43′ 35″ N, 10° 15′ 2″ O             | Wohn-/Wirtschaftsgebäude                            | Einzeldenkmal in der Baudenkmal-Gruppe Altstadtbereich Krummer Bruch (ID 34119586) | 34158872 |                |
| Langer Krummer Bruch 29 51° 43′ 35″ N, 10° 15′ 1″ O             | Wohn-/Wirtschaftsgebäude                            | Einzeldenkmal in der Baudenkmal-Gruppe Altstadtbereich Krummer Bruch (ID 34119586) | 34158893 | Weitere Bilder |
| Langer Krummer Bruch 31 51° 43′ 35″ N, 10° 15′ 1″ O             | Wohn-/Wirtschaftsgebäude                            | Einzeldenkmal in der Baudenkmal-Gruppe Altstadtbereich Krummer Bruch (ID 34119586) | 34158914 |                |
| Langer Krummer Bruch 33 51° 43′ 35″ N, 10° 14′ 59″ O            | Wohnhaus                                            | Einzeldenkmal in der Baudenkmal-Gruppe Altstadtbereich Krummer Bruch (ID 34119586) | 34158935 | Weitere Bilder |
| Lindenberggasse 3, 5 51° 43′ 42″ N, 10° 14′ 44″ O               | Denkmalgruppe Lindenberggasse 3, 5                  | Baudenkmal-Gruppe der Häuser Lindenberggasse 3, 5 | 34119988 |                |
| Lindenberggasse 3 51° 43′ 42″ N, 10° 14′ 44″ O                  | Wohnhaus                                            | Einzeldenkmal in der Baudenkmal-Gruppe Lindenberggasse 3, 5 (ID 34119988) | 34158977 |                |
| Lindenberggasse 5 51° 43′ 42″ N, 10° 14′ 44″ O                  | Wohn-/Wirtschaftsgebäude                            | Einzeldenkmal in der Baudenkmal-Gruppe Lindenberggasse 3, 5 (ID 34119988) | 34159019 |                |
| Marientorstraße 1 51° 43′ 41″ N, 10° 14′ 58″ O                  | Wohn-/Wirtschaftsgebäude                            | Einzeldenkmal in der Baudenkmal-Gruppe Altstadtkern Osterode (ID 34119382) | 34159040 |                |
| Marientorstraße 2 51° 43′ 42″ N, 10° 14′ 59″ O                  | Wohn-/Wirtschaftsgebäude                            | Einzeldenkmal in der Baudenkmal-Gruppe Altstadtkern Osterode (ID 34119382) | 34159061 | BW             |
| Marientorstraße 3 51° 43′ 41″ N, 10° 14′ 58″ O                  | Wohn-/Wirtschaftsgebäude                            | Einzeldenkmal in der Baudenkmal-Gruppe Altstadtkern Osterode (ID 34119382) | 34159082 |                |
| Marientorstraße 4 51° 43′ 42″ N, 10° 14′ 58″ O                  | Wohn-/Wirtschaftsgebäude                            | Einzeldenkmal in der Baudenkmal-Gruppe Altstadtkern Osterode (ID 34119382) | 34159103 | BW             |
| Marientorstraße 5 51° 43′ 41″ N, 10° 14′ 58″ O                  | Wohn-/Geschäftshaus                                 | Einzeldenkmal in der Baudenkmal-Gruppe Altstadtkern Osterode (ID 34119382), insbesondere die Hinterhofbebauung. | 34159124 |                |
| Marientorstraße 7 51° 43′ 42″ N, 10° 14′ 57″ O                  | Wohn-/Wirtschaftsgebäude                            | Einzeldenkmal in der Baudenkmal-Gruppe Altstadtkern Osterode (ID 34119382) | 34159145 |                |
| Marienvorstadt 51° 43′ 42″ N, 10° 14′ 50″ O                     | Marienvorstadt                                      | Baudenkmal-Gruppe Marienvorstadt | 34119621 | Weitere Bilder |
| Marienvorstadt 1 51° 43′ 42″ N, 10° 14′ 53″ O                   | Wohnhaus                                            | Einzeldenkmal in der Baudenkmal-Gruppe Marienvorstadt (ID 34119621) | 34159166 |                |
| Marienvorstadt 2 51° 43′ 43″ N, 10° 14′ 53″ O                   | Wohn-/Wirtschaftsgebäude                            | Einzeldenkmal in der Baudenkmal-Gruppe Marienvorstadt (ID 34119621), ehemals Teil des Hotels Kaiserhof zusammen mit dem Haus Bahnhofstraße 1. Heute Wohnhaus mit Ladeneinbau im Erdgeschoss mit Schaufenstern zum Königsplatz hin. | 34159187 |                |
| Marienvorstadt 3 51° 43′ 42″ N, 10° 14′ 52″ O                   | Wohnhaus                                            | Einzeldenkmal in der Baudenkmal-Gruppe Marienvorstadt (ID 34119621) | 34159208 |                |
| Marienvorstadt 4 51° 43′ 42″ N, 10° 14′ 52″ O                   | Wohnhaus                                            | Einzeldenkmal in der Baudenkmal-Gruppe Marienvorstadt (ID 34119621) | 34159229 |                |
| Marienvorstadt 5 51° 43′ 42″ N, 10° 14′ 52″ O                   | Wohnhaus                                            | Einzeldenkmal in der Baudenkmal-Gruppe Marienvorstadt (ID 34119621) | 34159250 |                |
| Marienvorstadt 7 51° 43′ 42″ N, 10° 14′ 52″ O                   | Wohnhaus                                            | Einzeldenkmal in der Baudenkmal-Gruppe Marienvorstadt (ID 34119621) | 34159271 |                |
| Marienvorstadt 9 51° 43′ 42″ N, 10° 14′ 51″ O                   | Wohnhaus                                            | Einzeldenkmal in der Baudenkmal-Gruppe Marienvorstadt (ID 34119621) | 34159292 |                |
| Marienvorstadt 11 51° 43′ 42″ N, 10° 14′ 50″ O                  | Wohnhaus                                            | Einzeldenkmal in der Baudenkmal-Gruppe Marienvorstadt (ID 34119621) | 34159313 |                |
| Marienvorstadt 12 51° 43′ 42″ N, 10° 14′ 49″ O                  | Wohn-/Wirtschaftsgebäude                            | Einzeldenkmal in der Baudenkmal-Gruppe Marienvorstadt (ID 34119621) | 34159334 |                |
| Marienvorstadt 13 51° 43′ 42″ N, 10° 14′ 50″ O                  | Wohn-/Geschäftshaus                                 | Einzeldenkmal in der Baudenkmal-Gruppe Marienvorstadt (ID 34119621) | 34159355 |                |
| Marienvorstadt 14 51° 43′ 42″ N, 10° 14′ 48″ O                  | Wohn-/Wirtschaftsgebäude                            | Einzeldenkmal in der Baudenkmal-Gruppe Marienvorstadt (ID 34119621) | 34159376 |                |
| Marienvorstadt 15 51° 43′ 42″ N, 10° 14′ 49″ O                  | Wohnhaus                                            | Einzeldenkmal in der Baudenkmal-Gruppe Marienvorstadt (ID 34119621) | 34159397 |                |
| Marienvorstadt 16 51° 43′ 42″ N, 10° 14′ 48″ O                  | Wohnhaus                                            | Einzeldenkmal in der Baudenkmal-Gruppe Marienvorstadt (ID 34119621) | 34159418 |                |
| Marienvorstadt 17 51° 43′ 42″ N, 10° 14′ 49″ O                  | Wohnhaus                                            | Einzeldenkmal in der Baudenkmal-Gruppe Marienvorstadt (ID 34119621) | 34159439 |                |
| Marienvorstadt 18 51° 43′ 42″ N, 10° 14′ 47″ O                  | Wohnhaus                                            | Einzeldenkmal in der Baudenkmal-Gruppe Marienvorstadt (ID 34119621) | 34159460 |                |
| Marienvorstadt 19 51° 43′ 42″ N, 10° 14′ 48″ O                  | Wohn-/Wirtschaftsgebäude                            | Einzeldenkmal in der Baudenkmal-Gruppe Marienvorstadt (ID 34119621) | 34159481 |                |
| Marienvorstadt 20 51° 43′ 42″ N, 10° 14′ 47″ O                  | Wohnhaus                                            | Einzeldenkmal in der Baudenkmal-Gruppe Marienvorstadt (ID 34119621) | 34159508 |                |
| Marienvorstadt 21 51° 43′ 42″ N, 10° 14′ 47″ O                  | Wohn-/Wirtschaftsgebäude                            | Einzeldenkmal in der Baudenkmal-Gruppe Marienvorstadt (ID 34119621) | 34159529 |                |
| Marienvorstadt 22 51° 43′ 42″ N, 10° 14′ 46″ O                  | Wohnhaus                                            | Einzeldenkmal in der Baudenkmal-Gruppe Marienvorstadt (ID 34119621) | 34159551 |                |
| Marienvorstadt 23 51° 43′ 42″ N, 10° 14′ 47″ O                  | Wohn-/Wirtschaftsgebäude                            | Einzeldenkmal in der Baudenkmal-Gruppe Marienvorstadt (ID 34119621) | 34159572 |                |
| Marienvorstadt 24 51° 43′ 42″ N, 10° 14′ 46″ O                  | Wohn-/Wirtschaftsgebäude                            | Einzeldenkmal in der Baudenkmal-Gruppe Marienvorstadt (ID 34119621) | 34159593 |                |
| Marienvorstadt 25 51° 43′ 42″ N, 10° 14′ 47″ O                  | Wohn-/Wirtschaftsgebäude                            | Einzeldenkmal in der Baudenkmal-Gruppe Marienvorstadt (ID 34119621) | 34159614 |                |
| Marienvorstadt 26 51° 43′ 42″ N, 10° 14′ 46″ O                  | Wohn-/Wirtschaftsgebäude                            | Einzeldenkmal in der Baudenkmal-Gruppe Marienvorstadt (ID 34119621) | 34159635 |                |
| Marienvorstadt 28 51° 43′ 41″ N, 10° 14′ 46″ O                  | Wohn-/Wirtschaftsgebäude                            | Einzeldenkmal in der Baudenkmal-Gruppe Marienvorstadt (ID 34119621) | 34159656 |                |
| Marienvorstadt 30 51° 43′ 41″ N, 10° 14′ 46″ O                  | Wohn-/Wirtschaftsgebäude                            | Einzeldenkmal in der Baudenkmal-Gruppe Marienvorstadt (ID 34119621), ehemaliges Pfarr- und Schulhaus St. Marien. | 34159677 |                |
| Marienvorstadt 32 51° 43′ 40″ N, 10° 14′ 45″ O                  | Kirchhof St. Marien                                 | Baudenkmal-Gruppe Kirchhof St. Marien mit Kirche und Kirchhof | 34119638 | Weitere Bilder |
| Marienvorstadt 32 51° 43′ 40″ N, 10° 14′ 44″ O                  | Kirche St. Marien                                   | Einzeldenkmal in der Baudenkmal-Gruppe Kirchhof St. Marien (ID 34119638) | 34159698 | Weitere Bilder |
| Marienvorstadt 32 51° 43′ 40″ N, 10° 14′ 45″ O                  | Kirchhof                                            | Einzeldenkmal in der Baudenkmal-Gruppe Kirchhof St. Marien (ID 34119638) | 34159742 |                |
| Marktstraße 1 51° 43′ 39″ N, 10° 15′ 5″ O                       | Wohn-/Wirtschaftsgebäude                            | Einzeldenkmal in der Baudenkmal-Gruppe Altstadtkern Osterode (ID 34119382) | 34159763 |                |
| Martin-Luther-Platz 1 51° 43′ 40″ N, 10° 15′ 10″ O              | Wohn-/Wirtschaftsgebäude                            | Einzeldenkmal in der Baudenkmal-Gruppe Altstadtkern Osterode (ID 34119382) | 34159784 |                |
| Martin-Luther-Platz 2 51° 43′ 40″ N, 10° 15′ 10″ O              | Altes Rathaus                                       | Einzeldenkmal in der Baudenkmal-Gruppe Altstadtkern Osterode (ID 34119382), Altes Rathaus der Stadt von 1552. | 34159805 | Weitere Bilder |
| Martin-Luther-Platz 2a 51° 43′ 41″ N, 10° 15′ 8″ O              | Wohnhaus, ehem. Pfarrhaus St. Aegdii                | Einzeldenkmal in der Baudenkmal-Gruppe Altstadtkern Osterode (ID 34119382), ehem. Pfarrhaus St. Aegdii. | 34159827 | Weitere Bilder |
| Martin-Luther-Platz 2b 51° 43′ 41″ N, 10° 15′ 8″ O              | Wohn-/Wirtschaftsgebäude                            | Einzeldenkmal in der Baudenkmal-Gruppe Altstadtkern Osterode (ID 34119382) | 34159848 | Weitere Bilder |
| Martin-Luther-Platz 3 51° 43′ 39″ N, 10° 15′ 9″ O               | Wohn-/Wirtschaftsgebäude                            | Einzeldenkmal in der Baudenkmal-Gruppe Altstadtkern Osterode (ID 34119382) | 34159869 | Weitere Bilder |
| Martin-Luther-Platz 4 51° 43′ 40″ N, 10° 15′ 8″ O               | St.-Aegidien-Kirche                                 | Einzeldenkmal in der Baudenkmal-Gruppe Altstadtkern Osterode (ID 34119382) | 34159890 | Weitere Bilder |
| Martin-Luther-Platz 5 51° 43′ 39″ N, 10° 15′ 8″ O               | Wohn-/Wirtschaftsgebäude                            | Einzeldenkmal in der Baudenkmal-Gruppe Altstadtkern Osterode (ID 34119382) | 34159912 | Weitere Bilder |
| Martin-Luther-Platz 6 51° 43′ 40″ N, 10° 15′ 7″ O               | Wohn-/Wirtschaftsgebäude                            | Einzeldenkmal in der Baudenkmal-Gruppe Altstadtkern Osterode (ID 34119382) | 34159933 | Weitere Bilder |
| Martin-Luther-Platz 7 51° 43′ 39″ N, 10° 15′ 8″ O               | Thörmersches Haus                                   | Einzeldenkmal in der Baudenkmal-Gruppe Altstadtkern Osterode (ID 34119382) | 34159954 | Weitere Bilder |
| Martin-Luther-Platz 8 51° 43′ 40″ N, 10° 15′ 6″ O               | Wohn-/Geschäftshaus                                 | Einzeldenkmal in der Baudenkmal-Gruppe Altstadtkern Osterode (ID 34119382) | 34159976 | Weitere Bilder |
| Martin-Luther-Platz 9 51° 43′ 39″ N, 10° 15′ 7″ O               | Wohn-/Wirtschaftsgebäude, ehem. Ratsapotheke        | Einzeldenkmal in der Baudenkmal-Gruppe Altstadtkern Osterode (ID 34119382), auch heute noch Apotheke | 34159997 | Weitere Bilder |
| Martin-Luther-Platz 11 51° 43′ 39″ N, 10° 15′ 7″ O              | Wohn-/Wirtschaftsgebäude                            | Einzeldenkmal in der Baudenkmal-Gruppe Altstadtkern Osterode (ID 34119382) | 34160018 | Weitere Bilder |
| Martin-Luther-Platz 13 51° 43′ 40″ N, 10° 15′ 6″ O              | Wohn-/Wirtschaftsgebäude                            | Einzeldenkmal in der Baudenkmal-Gruppe Altstadtkern Osterode (ID 34119382) | 34160039 | Weitere Bilder |
| Meuchelsgasse 2 51° 43′ 33″ N, 10° 15′ 8″ O                     | Wohn-/Wirtschaftsgebäude                            | Einzeldenkmal in der Baudenkmal-Gruppe Altstadtbereich Krummer Bruch (ID 34119586) | 34160060 |                |
| Obere Mühlenstraße 1 51° 43′ 37″ N, 10° 15′ 17″ O               | Wohn-/Wirtschaftsgebäude                            | Einzeldenkmal der Baudenkmal-Gruppe Altstadtkern Osterode (ID 34119382). | 34160081 |                |
| Obere Mühlenstraße 3 51° 43′ 38″ N, 10° 15′ 17″ O               | Wohnhaus                                            | Einzeldenkmal der Baudenkmal-Gruppe Altstadtkern Osterode (ID 34119382). | 34160102 |                |
| Obere Neustadt 1 51° 43′ 31″ N, 10° 15′ 5″ O                    | Wohn-/Wirtschaftsgebäude                            | Einzeldenkmal der Baudenkmal-Gruppe Neustadt (ID 34119686) | 34160123 |                |
| Obere Neustadt 2 51° 43′ 31″ N, 10° 15′ 4″ O                    | Wohn-/Wirtschaftsgebäude                            | Einzeldenkmal der Baudenkmal-Gruppe Neustadt (ID 34119686) | 34160144 |                |
| Obere Neustadt 3 51° 43′ 31″ N, 10° 15′ 5″ O                    | Wohn-/Wirtschaftsgebäude                            | Einzeldenkmal der Baudenkmal-Gruppe Neustadt (ID 34119686) | 34160165 |                |
| Obere Neustadt 4 51° 43′ 31″ N, 10° 15′ 4″ O                    | Wohn-/Wirtschaftsgebäude                            | Einzeldenkmal der Baudenkmal-Gruppe Neustadt (ID 34119686) | 34160186 |                |
| Obere Neustadt 5 51° 43′ 31″ N, 10° 15′ 6″ O                    | Wohnhaus                                            | Einzeldenkmal der Baudenkmal-Gruppe Neustadt (ID 34119686) | 34160207 |                |
| Obere Neustadt 6 51° 43′ 30″ N, 10° 15′ 5″ O                    | Wohnhaus                                            | Einzeldenkmal der Baudenkmal-Gruppe Neustadt (ID 34119686) | 34160228 |                |
| Obere Neustadt 7 51° 43′ 31″ N, 10° 15′ 6″ O                    | Wohn-/Wirtschaftsgebäude                            | Einzeldenkmal der Baudenkmal-Gruppe Neustadt (ID 34119686) | 34160249 |                |
| Obere Neustadt 8 51° 43′ 30″ N, 10° 15′ 5″ O                    | Wohn-/Wirtschaftsgebäude                            | Einzeldenkmal der Baudenkmal-Gruppe Neustadt (ID 34119686) | 34160270 |                |
| Obere Neustadt 9 51° 43′ 31″ N, 10° 15′ 7″ O                    | Wohn-/Wirtschaftsgebäude                            | Einzeldenkmal der Baudenkmal-Gruppe Neustadt (ID 34119686) | 34160291 |                |
| Obere Neustadt 10 51° 43′ 30″ N, 10° 15′ 6″ O                   | Wohn-/Wirtschaftsgebäude                            | Einzeldenkmal der Baudenkmal-Gruppe Neustadt (ID 34119686) | 34160312 |                |
| Obere Neustadt 11 51° 43′ 31″ N, 10° 15′ 7″ O                   | Wohn-/Wirtschaftsgebäude                            | Einzeldenkmal der Baudenkmal-Gruppe Neustadt (ID 34119686) | 34160333 |                |
| Obere Neustadt 12 51° 43′ 30″ N, 10° 15′ 6″ O                   | Wohn-/Wirtschaftsgebäude                            | Einzeldenkmal der Baudenkmal-Gruppe Neustadt (ID 34119686) | 34160354 |                |
| Obere Neustadt 14 51° 43′ 30″ N, 10° 15′ 7″ O                   | Wohn-/Wirtschaftsgebäude                            | Einzeldenkmal der Baudenkmal-Gruppe Neustadt (ID 34119686) | 34160375 |                |
| Obere Neustadt 16 51° 43′ 30″ N, 10° 15′ 7″ O                   | Wohn-/Wirtschaftsgebäude                            | Einzeldenkmal der Baudenkmal-Gruppe Neustadt (ID 34119686) | 34160418 |                |
| Obere Neustadt 17 51° 43′ 30″ N, 10° 15′ 9″ O                   | Wohn-/Wirtschaftsgebäude                            | Einzeldenkmal der Baudenkmal-Gruppe Neustadt (ID 34119686) | 34160439 |                |
| Obere Neustadt 18 51° 43′ 30″ N, 10° 15′ 8″ O                   | Wohnhaus                                            | Einzeldenkmal der Baudenkmal-Gruppe Neustadt (ID 34119686) | 34160460 |                |
| Obere Neustadt 19 51° 43′ 30″ N, 10° 15′ 10″ O                  | Wohn-/Wirtschaftsgebäude                            | Einzeldenkmal der Baudenkmal-Gruppe Neustadt (ID 34119686) | 34160481 |                |
| Obere Neustadt 20 51° 43′ 30″ N, 10° 15′ 8″ O                   | Wohn-/Wirtschaftsgebäude                            | Einzeldenkmal der Baudenkmal-Gruppe Neustadt (ID 34119686) | 34160502 |                |
| Obere Neustadt 21 51° 43′ 30″ N, 10° 15′ 10″ O                  | Wohn-/Wirtschaftsgebäude                            | Einzeldenkmal der Baudenkmal-Gruppe Neustadt (ID 34119686) | 34160523 |                |
| Obere Neustadt 23 51° 43′ 30″ N, 10° 15′ 11″ O                  | Wohnhaus                                            | Einzeldenkmal der Baudenkmal-Gruppe Neustadt (ID 34119686) | 34160544 |                |
| Obere Neustadt 24 51° 43′ 30″ N, 10° 15′ 9″ O                   | Wohn-/Wirtschaftsgebäude                            | Einzeldenkmal der Baudenkmal-Gruppe Neustadt (ID 34119686) | 34160565 |                |
| Obere Neustadt 25 51° 43′ 30″ N, 10° 15′ 11″ O                  | Wohn-/Wirtschaftsgebäude                            | Einzeldenkmal der Baudenkmal-Gruppe Neustadt (ID 34119686) | 34160586 |                |
| Obere Neustadt 26 51° 43′ 29″ N, 10° 15′ 9″ O                   | Wohnhaus                                            | Einzeldenkmal der Baudenkmal-Gruppe Neustadt (ID 34119686) | 34160607 |                |
| Obere Neustadt 27 51° 43′ 30″ N, 10° 15′ 11″ O                  | Wohn-/Wirtschaftsgebäude                            | Einzeldenkmal der Baudenkmal-Gruppe Neustadt (ID 34119686) | 34160628 |                |
| Obere Neustadt 28 51° 43′ 29″ N, 10° 15′ 10″ O                  | Wohn-/Wirtschaftsgebäude                            | Einzeldenkmal der Baudenkmal-Gruppe Neustadt (ID 34119686) | 34160649 |                |
| Obere Neustadt 29 51° 43′ 30″ N, 10° 15′ 12″ O                  | Wohn-/Wirtschaftsgebäude                            | Einzeldenkmal der Baudenkmal-Gruppe Neustadt (ID 34119686) | 34160670 |                |
| Obere Neustadt 30 51° 43′ 29″ N, 10° 15′ 10″ O                  | Wohn-/Wirtschaftsgebäude                            | Einzeldenkmal der Baudenkmal-Gruppe Neustadt (ID 34119686) | 34160691 |                |
| Obere Neustadt 31 51° 43′ 30″ N, 10° 15′ 12″ O                  | Wohn-/Wirtschaftsgebäude                            | Einzeldenkmal der Baudenkmal-Gruppe Neustadt (ID 34119686) | 34160712 |                |
| Obere Neustadt 32 51° 43′ 29″ N, 10° 15′ 10″ O                  | Wohn-/Wirtschaftsgebäude                            | Einzeldenkmal der Baudenkmal-Gruppe Neustadt (ID 34119686) | 34160733 |                |
| Obere Neustadt 33 51° 43′ 30″ N, 10° 15′ 12″ O                  | Wohn-/Wirtschaftsgebäude                            | Einzeldenkmal der Baudenkmal-Gruppe Neustadt (ID 34119686) | 34160754 |                |
| Obere Neustadt 34 51° 43′ 29″ N, 10° 15′ 11″ O                  | Wohn-/Wirtschaftsgebäude                            | Einzeldenkmal der Baudenkmal-Gruppe Neustadt (ID 34119686) | 34160775 |                |
| Obere Neustadt 35 51° 43′ 30″ N, 10° 15′ 13″ O                  | Wohn-/Wirtschaftsgebäude                            | Einzeldenkmal der Baudenkmal-Gruppe Neustadt (ID 34119686) | 34160796 |                |
| Obere Neustadt 37 51° 43′ 30″ N, 10° 15′ 13″ O                  | Wohn-/Wirtschaftsgebäude                            | Einzeldenkmal der Baudenkmal-Gruppe Neustadt (ID 34119686) | 34160817 |                |
| Obere Neustadt 39 51° 43′ 30″ N, 10° 15′ 14″ O                  | Wohnhaus                                            | Einzeldenkmal der Baudenkmal-Gruppe Neustadt (ID 34119686) | 34160838 |                |
| Petershütter Allee 45 51° 44′ 9″ N, 10° 13′ 55″ O               | Wohn-/Wirtschaftsgebäude                            | | 34161285 |                |
| Petersilienstraße 51° 43′ 32″ N, 10° 15′ 15″ O                  | Petersilienstraße                                   | Baudenkmal-Gruppe des Bereiches der Südseite der Petersilienstraße, Häuserzeile mit den Hausnummern 2-16 | 34119466 | Weitere Bilder |
| Petersilienstraße 2 51° 43′ 35″ N, 10° 15′ 10″ O                | Wohn-/Wirtschaftsgebäude                            | Einzeldenkmal der Baudenkmal-Gruppe Petersilienstraße (ID 34119466) | 34161305 |                |
| Petersilienstraße 4 51° 43′ 35″ N, 10° 15′ 11″ O                | Wohnhaus                                            | Einzeldenkmal der Baudenkmal-Gruppe Petersilienstraße (ID 34119466) | 34161326 |                |
| Petersilienstraße 6 51° 43′ 35″ N, 10° 15′ 11″ O                | Wohnhaus                                            | Einzeldenkmal der Baudenkmal-Gruppe Petersilienstraße (ID 34119466) | 34161347 |                |
| Petersilienstraße 8 51° 43′ 34″ N, 10° 15′ 11″ O                | Wohn-/Wirtschaftsgebäude                            | Einzeldenkmal der Baudenkmal-Gruppe Petersilienstraße (ID 34119466) | 34161368 |                |
| Petersilienstraße 10 51° 43′ 34″ N, 10° 15′ 11″ O               | Wohnhaus                                            | Einzeldenkmal der Baudenkmal-Gruppe Petersilienstraße (ID 34119466) | 34161389 |                |
| Petersilienstraße 12 51° 43′ 34″ N, 10° 15′ 12″ O               | Wohnhaus                                            | Einzeldenkmal der Baudenkmal-Gruppe Petersilienstraße (ID 34119466) | 34161410 |                |
| Petersilienstraße 14 51° 43′ 34″ N, 10° 15′ 12″ O               | Wohn-/Wirtschaftsgebäude                            | Einzeldenkmal der Baudenkmal-Gruppe Petersilienstraße (ID 34119466) | 34161431 |                |
| Petersilienstraße 16 51° 43′ 34″ N, 10° 15′ 12″ O               | Wohnhaus                                            | Einzeldenkmal der Baudenkmal-Gruppe Petersilienstraße (ID 34119466) | 34161452 |                |
| Petersilienstraße 18 51° 43′ 33″ N, 10° 15′ 12″ O               | Behrscher Sattelhof                                 | | 34161473 |                |
| Petersilienstraße 20 51° 43′ 33″ N, 10° 15′ 13″ O               | Wohn-/Wirtschaftsgebäude                            | Fachwerkhaus, bildet mit dem Speichergebäude links davon (Rollberg 26, ID 34163822) eine Einheit | 34161495 |                |
| Querstraße 1 51° 43′ 31″ N, 10° 15′ 8″ O                        | Wohnhaus                                            | Einzeldenkmal der Baudenkmal-Gruppe Neustadt (ID 34119686) | 34161516 |                |
| Querstraße 2 51° 43′ 31″ N, 10° 15′ 8″ O                        | Wohn-/Werkstattgebäude                              | Einzeldenkmal der Baudenkmal-Gruppe Neustadt (ID 34119686) | 34164227 |                |
| Querstraße 2 51° 43′ 31″ N, 10° 15′ 8″ O                        | Einfahrt                                            | Einzeldenkmal der Baudenkmal-Gruppe Neustadt (ID 34119686) | 34164710 | BW             |
| Rollberg 51° 43′ 32″ N, 10° 15′ 15″ O                           | Altstadtbereich Rollberg                            | Baudenkmal-Gruppe des Bereiches der Straße Rollberg von der Einmündung der Brauhausstraße/Auenstraße im Verlauf südlich bis zur Straße Burgfrieden. | 34119766 | Weitere Bilder |
| Rollberg 1 51° 43′ 37″ N, 10° 15′ 15″ O                         | Wohn-/Wirtschaftsgebäude                            | Einzeldenkmal der Baudenkmal-Gruppe Altstadtkern Osterode (ID 34119382) | 34161537 | Weitere Bilder |
| Rollberg 2 51° 43′ 37″ N, 10° 15′ 14″ O                         | Wohn-/Wirtschaftsgebäude                            | Einzeldenkmal der Baudenkmal-Gruppe Altstadtkern Osterode (ID 34119382) | 34161558 |                |
| Rollberg 3 51° 43′ 37″ N, 10° 15′ 15″ O                         | Wohn-/Wirtschaftsgebäude                            | Einzeldenkmal der Baudenkmal-Gruppe Altstadtkern Osterode (ID 34119382) | 34161579 | Weitere Bilder |
| Rollberg 4 51° 43′ 36″ N, 10° 15′ 14″ O                         | Wohn-/Wirtschaftsgebäude                            | Einzeldenkmal der Baudenkmal-Gruppe Altstadtkern Osterode (ID 34119382) | 34161600 |                |
| Rollberg 5 51° 43′ 36″ N, 10° 15′ 15″ O                         | Wohn-/Wirtschaftsgebäude                            | Einzeldenkmal der Baudenkmal-Gruppe Altstadtkern Osterode (ID 34119382) | 34161621 |                |
| Rollberg 6 51° 43′ 36″ N, 10° 15′ 14″ O                         | Wohnhaus                                            | Einzeldenkmal der Baudenkmal-Gruppe Altstadtkern Osterode (ID 34119382) | 34161642 | Weitere Bilder |
| Rollberg 7 51° 43′ 36″ N, 10° 15′ 15″ O                         | Wohn-/Wirtschaftsgebäude                            | Einzeldenkmal der Baudenkmal-Gruppe Altstadtkern Osterode (ID 34119382) | 34161663 |                |
| Rollberg 8 51° 43′ 36″ N, 10° 15′ 14″ O                         | Wohn-/Wirtschaftsgebäude                            | Einzeldenkmal der Baudenkmal-Gruppe Altstadtkern Osterode (ID 34119382) | 34161684 | Weitere Bilder |
| Rollberg 9 51° 43′ 36″ N, 10° 15′ 15″ O                         | Wohn-/Wirtschaftsgebäude                            | Einzeldenkmal der Baudenkmal-Gruppe Altstadtkern Osterode (ID 34119382) | 34161705 |                |
| Rollberg 11 51° 43′ 36″ N, 10° 15′ 16″ O                        | Wohn-/Wirtschaftsgebäude                            | Einzeldenkmal der Baudenkmal-Gruppe Altstadtkern Osterode (ID 34119382) | 34161750 |                |
| Rollberg 12 51° 43′ 35″ N, 10° 15′ 16″ O                        | Wohn-/Wirtschaftsgebäude                            | Einzeldenkmal der Baudenkmal-Gruppe Altstadtkern Osterode (ID 34119382) | 34161771 | Weitere Bilder |
| Rollberg 13 51° 43′ 35″ N, 10° 15′ 16″ O                        | Wohn-/Wirtschaftsgebäude                            | Einzeldenkmal der Baudenkmal-Gruppe Altstadtkern Osterode (ID 34119382) | 34161792 |                |
| Rollberg 14 51° 43′ 34″ N, 10° 15′ 16″ O                        | Wohn-/Wirtschaftsgebäude                            | Einzeldenkmal der Baudenkmal-Gruppe Altstadtbereich Rollberg (ID 34119766) | 34161813 | Weitere Bilder |
| Rollberg 15 51° 43′ 35″ N, 10° 15′ 16″ O                        | Wohn-/Wirtschaftsgebäude                            | Einzeldenkmal der Baudenkmal-Gruppe Altstadtkern Osterode (ID 34119382) | 34161834 |                |
| Rollberg 16 51° 43′ 34″ N, 10° 15′ 16″ O                        | Wohn-/Wirtschaftsgebäude                            | Einzeldenkmal der Baudenkmal-Gruppe Altstadtbereich Rollberg (ID 34119766) | 34161855 |                |
| Rollberg 17 51° 43′ 35″ N, 10° 15′ 17″ O                        | Wohn-/Geschäftshaus                                 | Einzeldenkmal der Baudenkmal-Gruppe Altstadtbereich Rollberg (ID 34119766) | 34161876 |                |
| Rollberg 18 51° 43′ 34″ N, 10° 15′ 15″ O                        | Wohn-/Wirtschaftsgebäude                            | Einzeldenkmal der Baudenkmal-Gruppe Altstadtbereich Rollberg (ID 34119766) | 34161897 |                |
| Rollberg 19 51° 43′ 34″ N, 10° 15′ 16″ O                        | Wohn-/Wirtschaftsgebäude                            | Einzeldenkmal der Baudenkmal-Gruppe Altstadtbereich Rollberg (ID 34119766) | 34161918 | Weitere Bilder |
| Rollberg 21/23 51° 43′ 34″ N, 10° 15′ 16″ O                     | Wohn-/Wirtschaftsgebäude                            | Einzeldenkmal der Baudenkmal-Gruppe Altstadtbereich Rollberg (ID 34119766) | 34161939 | Weitere Bilder |
| Rollberg 25 51° 43′ 34″ N, 10° 15′ 16″ O                        | Wohn-/Wirtschaftsgebäude                            | Einzeldenkmal der Baudenkmal-Gruppe Altstadtbereich Rollberg (ID 34119766) | 34161960 | Weitere Bilder |
| Rollberg 26 51° 43′ 33″ N, 10° 15′ 15″ O                        | Wohn-/Wirtschaftsgebäude                            | Einzeldenkmal der Baudenkmal-Gruppe Altstadtbereich Rollberg (ID 34119766) | 34161983 | Weitere Bilder |
| Rollberg 26 51° 43′ 33″ N, 10° 15′ 14″ O                        | Speichergebäude                                     | Rückgebäude an Petersilienstraße neben Hausnummer 20 | 34163822 |                |
| Rollberg 27 51° 43′ 33″ N, 10° 15′ 16″ O                        | Wohn-/Wirtschaftsgebäude                            | Einzeldenkmal der Baudenkmal-Gruppe Altstadtbereich Rollberg (ID 34119766) | 34162004 | Weitere Bilder |
| Rollberg 28 51° 43′ 32″ N, 10° 15′ 15″ O                        | Wohn-/Wirtschaftsgebäude                            | Einzeldenkmal der Baudenkmal-Gruppe Altstadtbereich Rollberg (ID 34119766) | 34162027 | Weitere Bilder |
| Rollberg 29 51° 43′ 33″ N, 10° 15′ 16″ O                        | Wohn-/Wirtschaftsgebäude                            | Einzeldenkmal der Baudenkmal-Gruppe Altstadtbereich Rollberg (ID 34119766) | 34162048 |                |
| Rollberg 30 51° 43′ 32″ N, 10° 15′ 15″ O                        | Wohn-/Wirtschaftsgebäude                            | Einzeldenkmal der Baudenkmal-Gruppe Altstadtbereich Rollberg (ID 34119766) | 34162069 | Weitere Bilder |
| Rollberg 31 51° 43′ 33″ N, 10° 15′ 16″ O                        | Wohn-/Wirtschaftsgebäude                            | Einzeldenkmal der Baudenkmal-Gruppe Altstadtbereich Rollberg (ID 34119766) | 34162090 |                |
| Rollberg 32 51° 43′ 31″ N, 10° 15′ 15″ O                        | Ritterhaus (Museum)                                 | Einzeldenkmal der Baudenkmal-Gruppe Altstadtbereich Rollberg (ID 34119766) | 34162133 | Weitere Bilder |
| Rollberg 32 51° 43′ 31″ N, 10° 15′ 14″ O                        | Wirtschaftsgebäude                                  | Einzeldenkmal der Baudenkmal-Gruppe Altstadtbereich Rollberg (ID 34119766), Wirtschaftsgebäude des Ritterhauses. | 34162111 |                |
| Rollberg 33 51° 43′ 32″ N, 10° 15′ 16″ O                        | Wohn-/Wirtschaftsgebäude                            | Einzeldenkmal der Baudenkmal-Gruppe Altstadtbereich Rollberg (ID 34119766) | 34162155 | Weitere Bilder |
| Rollberg 34 51° 43′ 31″ N, 10° 15′ 15″ O                        | Wohn-/Wirtschaftsgebäude                            | Einzeldenkmal der Baudenkmal-Gruppe Altstadtbereich Rollberg (ID 34119766) | 34162176 |                |
| Rollberg 35 51° 43′ 32″ N, 10° 15′ 16″ O                        | Wohn-/Wirtschaftsgebäude                            | Einzeldenkmal der Baudenkmal-Gruppe Altstadtbereich Rollberg (ID 34119766) | 34162197 | Weitere Bilder |
| Rollberg 36 51° 43′ 30″ N, 10° 15′ 15″ O                        | Wohn-/Wirtschaftsgebäude                            | Einzeldenkmal der Baudenkmal-Gruppe Altstadtbereich Rollberg (ID 34119766) | 34162218 |                |
| Rollberg 37 51° 43′ 32″ N, 10° 15′ 16″ O                        | Wohn-/Wirtschaftsgebäude                            | Einzeldenkmal der Baudenkmal-Gruppe Altstadtbereich Rollberg (ID 34119766) | 34162239 | Weitere Bilder |
| Rollberg 38 51° 43′ 30″ N, 10° 15′ 15″ O                        | Wohn-/Geschäftshaus                                 | Einzeldenkmal der Baudenkmal-Gruppe Altstadtbereich Rollberg (ID 34119766) | 34162260 | Weitere Bilder |
| Rollberg 38 51° 43′ 30″ N, 10° 15′ 14″ O                        | Wirtschaftsgebäude                                  | Einzeldenkmal der Baudenkmal-Gruppe Neustadt (ID 34119686), Hintergebäude zur Oberen Neustadt neben Obere Neustadt 39. | 34162281 |                |
| Rollberg 39 51° 43′ 31″ N, 10° 15′ 16″ O                        | Wohn-/Wirtschaftsgebäude                            | Einzeldenkmal der Baudenkmal-Gruppe Altstadtbereich Rollberg (ID 34119766) | 34162303 | Weitere Bilder |
| Rollberg 41 51° 43′ 31″ N, 10° 15′ 16″ O                        | Wohn-/Wirtschaftsgebäude                            | Einzeldenkmal der Baudenkmal-Gruppe Altstadtbereich Rollberg (ID 34119766) | 34162324 |                |
| Rollberg 43 51° 43′ 31″ N, 10° 15′ 16″ O                        | Wohn-/Wirtschaftsgebäude                            | Einzeldenkmal der Baudenkmal-Gruppe Altstadtbereich Rollberg (ID 34119766) | 34162345 |                |
| Rollberg 45 51° 43′ 30″ N, 10° 15′ 16″ O                        | Wohnhaus                                            | Einzeldenkmal der Baudenkmal-Gruppe Altstadtbereich Rollberg (ID 34119766) | 34162366 |                |
| Rollberg 47 51° 43′ 30″ N, 10° 15′ 16″ O                        | Wohn-/Wirtschaftsgebäude                            | Einzeldenkmal der Baudenkmal-Gruppe Altstadtbereich Rollberg (ID 34119766) | 34162387 | Weitere Bilder |
| Rotemühlenweg 51° 43′ 44″ N, 10° 14′ 27″ O                      | Kupferhammer Rotemühlenweg                          | Baudenkmal-Gruppe Kupferhammer Rotemühlenweg. Denkmalbereich mit ehemaligem Kupferhammer Jorns, Mühlengraben, Borkenmühle, Hammerwerk/Formerei, Direktorenvilla und Verwaltungsgebäude. | 34119799 | Weitere Bilder |
| Rotemühlenweg 2 51° 43′ 44″ N, 10° 14′ 25″ O                    | Mühle                                               | Einzeldenkmal der Baudenkmal-Gruppe Kupferhammer Rotemühlenweg (ID 34119799), Baukomplex Kupferhammer, Hammerwerk/Formerei | 34162452 |                |
| Rotemühlenweg 2a 51° 43′ 43″ N, 10° 14′ 29″ O                   | Fabrik                                              | Einzeldenkmal der Baudenkmal-Gruppe Kupferhammer Rotemühlenweg (ID 34119799), Baukomplex Kupferhammer, Borkenmühle | 34162474 |                |
| Rotemühlenweg 2 51° 43′ 45″ N, 10° 14′ 29″ O                    | Villa                                               | Einzeldenkmal der Baudenkmal-Gruppe Kupferhammer Rotemühlenweg (ID 34119799), Baukomplex Kupferhammer, Direktorenvilla | 34162430 |                |
| Rotemühlenweg 2d 51° 43′ 45″ N, 10° 14′ 27″ O                   | Verwaltungsgebäude                                  | Einzeldenkmal der Baudenkmal-Gruppe Kupferhammer Rotemühlenweg (ID 34119799), Verwaltungsgebäude des Baukomplex Kupferhammer | 34162541 |                |
| Rotemühlenweg 51° 43′ 44″ N, 10° 14′ 29″ O                      | Mühlengraben                                        | Einzeldenkmal der Baudenkmal-Gruppe Kupferhammer Rotemühlenweg (ID 34119799), Fließgewässer am Kupferhammer | 34162408 |                |
| Scheerenberger Straße 11 51° 43′ 43″ N, 10° 15′ 33″ O           | Wohnhaus                                            | Fachwerkhaus | 34162582 |                |
| Scheerenberger Straße 65/100 51° 43′ 38″ N, 10° 16′ 55″ O       | Fabrikanlage Eulenburg                              | Baudenkmal-Gruppe mit Park (ID 34162652) und Villa (ID 34162624) an der Scheerenburger Straße 65 sowie dem Fabrikkomplex in der Scheerenberger Straße 100 auf der gegenüberliegenden Straßenseite | 34119847 | Weitere Bilder |
| Scheerenberger Straße 65 51° 43′ 42″ N, 10° 16′ 49″ O           | Villa                                               | Einzeldenkmal der Baudenkmal-Gruppe Eulenburg (ID 34119847), Fabrikantenvilla der Wollwarenfabrik Greve & Uhl. | 34162624 |                |
| Scheerenberger Straße 65 51° 43′ 43″ N, 10° 16′ 51″ O           | Park                                                | Einzeldenkmal der Baudenkmal-Gruppe Eulenburg (ID 34119847), Park der Fabrikantenvilla der Wollwarenfabrik Greve & Uhl. | 34162652 | BW             |
| Scheerenberger Straße 67 51° 43′ 45″ N, 10° 17′ 16″ O           | Tor                                                 | Tor der Bleiweißfabrik Hoelemann & Wolff (Sanierung 2020) | 34162704 |                |
| Scheerenberger Straße 90 51° 43′ 36″ N, 10° 16′ 24″ O           | Park, Villa Greve und Uhl                           | Baudenkmal-Gruppe mit Park (ID 34163795) und Villa (ID 34163768) | 34120706 | BW             |
| Scheerenberger Straße 90 51° 43′ 36″ N, 10° 16′ 27″ O           | Landschaftspark Villa Greve & Uhl                   | Einzeldenkmal der Baudenkmal-Gruppe Park, Villa Greve und Uhl (ID 34120706) | 34163795 | BW             |
| Scheerenberger Straße 90 51° 43′ 38″ N, 10° 16′ 24″ O           | Villa Greve & Uhl                                   | Einzeldenkmal der Baudenkmal-Gruppe Park, Villa Greve und Uhl (ID 34120706), Fabrikantenvilla der Wollwarenfabrik Greve & Uhl. | 34163768 | BW             |
| Scheerenberger Straße 100 51° 43′ 36″ N, 10° 16′ 53″ O          | Wollwarenfabrik Greve & Uhl, Geb. 1, Fabrik         | Einzeldenkmal der Baudenkmal-Gruppe Eulenburg (ID 34119847), Fabrik des Baukomplexes der Wollwarenfabrik Greve & Uhl | 34151652 |                |
| Scheerenberger Straße 100 51° 43′ 37″ N, 10° 16′ 55″ O          | Wollwarenfabrik Greve & Uhl, Geb. 2, Turbinenhaus   | Einzeldenkmal der Baudenkmal-Gruppe Eulenburg (ID 34119847), Turbinenhaus des Baukomplexes der Wollwarenfabrik Greve & Uhl | 34151679 | BW             |
| Scheerenberger Straße 100 51° 43′ 38″ N, 10° 17′ 0″ O           | Wollwarenfabrik Greve & Uhl, Geb. 2, Mühlengraben   | Einzeldenkmal der Baudenkmal-Gruppe Eulenburg (ID 34119847), Mühlengraben an der Wollwarenfabrik Greve & Uhl | 34164735 | BW             |
| Scheerenberger Straße 100 51° 43′ 38″ N, 10° 16′ 57″ O          | Wollwarenfabrik Greve & Uhl, Geb. 5, Lagergebäude   | Einzeldenkmal der Baudenkmal-Gruppe Eulenburg (ID 34119847), Lagergebäude des Baukomplexes der Wollwarenfabrik Greve & Uhl | 34163633 | BW             |
| Scheerenberger Straße 100 51° 43′ 37″ N, 10° 16′ 54″ O          | Wollwarenfabrik Greve & Uhl, Geb. 7, Färberei       | Einzeldenkmal der Baudenkmal-Gruppe Eulenburg (ID 34119847), Färberei (Wirtschaft) des Baukomplexes der Wollwarenfabrik Greve & Uhl | 34151751 | BW             |
| Scheerenberger Straße 100 51° 43′ 39″ N, 10° 16′ 54″ O          | Wollwarenfabrik Greve & Uhl, Geb. 8, Fabrikgebäude  | Einzeldenkmal der Baudenkmal-Gruppe Eulenburg (ID 34119847), Fabrikgebäude des Baukomplexes der Wollwarenfabrik Greve & Uhl | 34151828 |                |
| Scheerenberger Straße 100 51° 43′ 40″ N, 10° 16′ 53″ O          | Wollwarenfabrik Greve & Uhl, Geb. 9, Tor            | Einzeldenkmal der Baudenkmal-Gruppe Eulenburg (ID 34119847), Tor (Architektur) an der Einfahrt zur Wollwarenfabrik Greve & Uhl | 34163696 |                |
| Scheerenberger Straße 100 51° 43′ 38″ N, 10° 16′ 52″ O          | Wollwarenfabrik Greve & Uhl, Geb. 10, Fabrikgebäude | Einzeldenkmal der Baudenkmal-Gruppe Eulenburg (ID 34119847), Fabrikgebäude der Wollwarenfabrik Greve & Uhl | 34151802 |                |
| Scheerenberger Straße 100 51° 43′ 37″ N, 10° 16′ 49″ O          | Wollwarenfabrik Greve & Uhl, Geb. 12, Wohnhaus      | Einzeldenkmal der Baudenkmal-Gruppe Eulenburg (ID 34119847), Wohnhaus in der Wollwarenfabrik Greve & Uhl | 34151705 |                |
| Scheerenberger Straße 100 51° 43′ 37″ N, 10° 16′ 50″ O          | Wollwarenfabrik Greve & Uhl, Geb. 13, Wohnhaus      | Einzeldenkmal der Baudenkmal-Gruppe Eulenburg (ID 34119847), Wohnhaus in der Wollwarenfabrik Greve & Uhl | 34151728 |                |
| Scheerenberger Straße 100 51° 43′ 37″ N, 10° 16′ 52″ O          | Wollwarenfabrik Greve & Uhl, Geb. 16, Wohnhaus      | Einzeldenkmal der Baudenkmal-Gruppe Eulenburg (ID 34119847), Wohnhaus in der Wollwarenfabrik Greve & Uhl | 34163722 | BW             |
| Scheerenberger Straße 100 51° 43′ 38″ N, 10° 16′ 54″ O          | Wollwarenfabrik Greve & Uhl, Kesselhaus             | Einzeldenkmal der Baudenkmal-Gruppe Eulenburg (ID 34119847), Kesselhaus der Wollwarenfabrik Greve & Uhl | 34163745 |                |
| Scheerenberger Straße 100 51° 43′ 37″ N, 10° 16′ 52″ O          | Wollwarenfabrik Greve & Uhl, Nebengebäude           | Einzeldenkmal der Baudenkmal-Gruppe Eulenburg (ID 34119847), Nebengebäude der Wollwarenfabrik Greve & Uhl | 34151778 | BW             |
| Scheerenberger Straße 100 51° 43′ 34″ N, 10° 16′ 51″ O          | Wollwarenfabrik Greve & Uhl, Stauwehr               | Einzeldenkmal der Baudenkmal-Gruppe Eulenburg (ID 34119847), Stauwehr des Mühlengrabens an der Wollwarenfabrik Greve & Uhl | 34151854 | BW             |
| Scheffelstraße 1 51° 43′ 38″ N, 10° 15′ 5″ O                    | Wohn-/Wirtschaftsgebäude                            | Einzeldenkmal der Baudenkmal-Gruppe Altstadtkern Osterode (ID 34119382) | 34151880 |                |
| Scheffelstraße 2/4 51° 43′ 38″ N, 10° 15′ 5″ O                  | Wohn-/Wirtschaftsgebäude                            | Einzeldenkmal der Baudenkmal-Gruppe Altstadtkern Osterode (ID 34119382) | 34151901 |                |
| Scheffelstraße 3 51° 43′ 37″ N, 10° 15′ 5″ O                    | Wohn-/Wirtschaftsgebäude                            | Einzeldenkmal der Baudenkmal-Gruppe Altstadtkern Osterode (ID 34119382) | 34151922 |                |
| Scheffelstraße 5 51° 43′ 37″ N, 10° 15′ 5″ O                    | Wohn-/Wirtschaftsgebäude                            | Einzeldenkmal der Baudenkmal-Gruppe Altstadtkern Osterode (ID 34119382) | 34151943 |                |
| Scheffelstraße 6 51° 43′ 38″ N, 10° 15′ 4″ O                    | Wohn-/Wirtschaftsgebäude                            | Einzeldenkmal der Baudenkmal-Gruppe Altstadtkern Osterode (ID 34119382) | 34151964 |                |
| Scheffelstraße 7 51° 43′ 37″ N, 10° 15′ 4″ O                    | Wohn-/Wirtschaftsgebäude                            | Einzeldenkmal der Baudenkmal-Gruppe Altstadtkern Osterode (ID 34119382) | 34151985 |                |
| Scheffelstraße 8 51° 43′ 37″ N, 10° 15′ 4″ O                    | Wohn-/Wirtschaftsgebäude                            | Einzeldenkmal der Baudenkmal-Gruppe Altstadtkern Osterode (ID 34119382) | 34152006 |                |
| Scheffelstraße 10 51° 43′ 37″ N, 10° 15′ 4″ O                   | Wohn-/Wirtschaftsgebäude                            | Einzeldenkmal der Baudenkmal-Gruppe Altstadtkern Osterode (ID 34119382) | 34152027 |                |
| Scheffelstraße 11 51° 43′ 36″ N, 10° 15′ 4″ O                   | Wohnhaus                                            | Einzeldenkmal der Baudenkmal-Gruppe Altstadtkern Osterode (ID 34119382) | 34152048 |                |
| Scheffelstraße 12 51° 43′ 37″ N, 10° 15′ 4″ O                   | Wohn-/Wirtschaftsgebäude                            | Einzeldenkmal der Baudenkmal-Gruppe Altstadtkern Osterode (ID 34119382) | 34152069 |                |
| Scheffelstraße 14 51° 43′ 36″ N, 10° 15′ 3″ O                   | Blumsches Haus                                      | Einzeldenkmal der Baudenkmal-Gruppe Altstadtkern Osterode (ID 34119382) ehemalige Luisenschule (Höhere Töchterschule), seit 1976 Stadtbibliothek. 1827 durch den Kaufmann und Fabrikanten Georg Heinrich Blum erbaut. | 34152090 | Weitere Bilder |
| Scheffelstraße 14 51° 43′ 37″ N, 10° 15′ 2″ O                   | Wohn-/Wirtschaftsgebäude                            | Einzeldenkmal der Baudenkmal-Gruppe Altstadtkern Osterode (ID 34119382), Bauteil hinter der ehemaligen Luisenschule, Flügel zum Posthof. Erdgeschoss massiv als Stall errichtet, Obergeschoss für Dienstboten in Fachwerkbauweise. | 34152111 |                |
| Scheffelstraße 17 51° 43′ 35″ N, 10° 15′ 4″ O                   | Wohn-/Wirtschaftsgebäude                            | Einzeldenkmal der Baudenkmal-Gruppe Altstadtbereich Krummer Bruch (ID 34119586) | 34152135 |                |
| Schloßplatz 2 51° 43′ 28″ N, 10° 15′ 15″ O                      | Wohn-/Wirtschaftsgebäude                            | | 34152421 |                |
| Schloßplatz 5 51° 43′ 27″ N, 10° 15′ 16″ O                      | Schlosskirche St. Jacobi                            | | 34152441 | Weitere Bilder |
| Schloßplatz 5 51° 43′ 27″ N, 10° 15′ 18″ O                      | Superintendentur                                    | | 34152465 |                |
| Schwimmbadstraße 51° 43′ 9″ N, 10° 15′ 24″ O                    | Friedhof                                            | Baudenkmal Gruppe (Neuer) Jüdischer Friedhof | 34119865 | Weitere Bilder |
| Schwimmbadstraße 51° 43′ 9″ N, 10° 15′ 24″ O                    | Friedhof                                            | Einzeldenkmal (Neuer) Jüdischer Friedhof | 34152897 |                |
| Schwimmbadstraße 2 51° 43′ 27″ N, 10° 14′ 48″ O                 | Wohnhaus                                            | | 34152927 | BW             |
| Seesener Straße 51° 43′ 44″ N, 10° 14′ 31″ O                    | Friedhof                                            | Alter Jüdischer Friedhof | 34152949 | Weitere Bilder |
| Seesener Straße 1 51° 43′ 31″ N, 10° 14′ 44″ O                  | Denkmalgruppe Blankschmiede                         | Baudenkmal-Gruppe Baukomplex Blankschmiede | 34119895 | Weitere Bilder |
| Seesener Straße 1 51° 43′ 31″ N, 10° 14′ 44″ O                  | Wohnhaus                                            | Einzeldenkmal der Baudenkmal-Gruppe Blankschmiede (ID 34119895) | 34152979 |                |
| Seesener Straße 1 51° 43′ 31″ N, 10° 14′ 44″ O                  | Wirtschaftsgebäude                                  | Einzeldenkmal der Baudenkmal-Gruppe Blankschmiede (ID 34119895) | 34153001 |                |
| Seesener Straße 1 51° 43′ 31″ N, 10° 14′ 43″ O                  | Nebengebäude                                        | Einzeldenkmal der Baudenkmal-Gruppe Blankschmiede (ID 34119895) | 41169639 |                |
| Seesener Straße 7 51° 43′ 35″ N, 10° 14′ 39″ O                  | Villa                                               | | 34153041 |                |
| Seesener Straße 15 51° 43′ 38″ N, 10° 14′ 36″ O                 | Wohnhaus                                            | | 34153086 |                |
| Seesener Straße 21 51° 43′ 40″ N, 10° 14′ 35″ O                 | Wohnhaus                                            | | 34153108 |                |
| Seesener Straße 25 51° 43′ 42″ N, 10° 14′ 31″ O                 | Wohnhaus                                            | | 34153130 |                |
| Spritzenhausplatz 1 51° 43′ 31″ N, 10° 15′ 4″ O                 | Feuerwehr (Spritzenhaus)                            | Einzeldenkmal der Baudenkmal-Gruppe Neustadt (ID 34119686), Feuerwehrhaus. | 34153152 | Weitere Bilder |
| Spritzenhausplatz 3 51° 43′ 31″ N, 10° 15′ 3″ O                 | Wohnhaus                                            | Einzeldenkmal der Baudenkmal-Gruppe Neustadt (ID 34119686) | 34153174 |                |
| Spritzenhausplatz 5 51° 43′ 31″ N, 10° 15′ 3″ O                 | Wohn-/Wirtschaftsgebäude                            | Einzeldenkmal der Baudenkmal-Gruppe Neustadt (ID 34119686) | 34153195 |                |
| Spritzenhausplatz 6 51° 43′ 32″ N, 10° 15′ 2″ O                 | Wohn-/Wirtschaftsgebäude                            | Einzeldenkmal der Baudenkmal-Gruppe Neustadt (ID 34119686) | 34153216 |                |
| Spritzenhausplatz 7 51° 43′ 31″ N, 10° 15′ 3″ O                 | Wohnhaus                                            | Einzeldenkmal der Baudenkmal-Gruppe Neustadt (ID 34119686) | 34153237 |                |
| Spritzenhausplatz 8 51° 43′ 32″ N, 10° 15′ 1″ O                 | Wohnhaus                                            | Einzeldenkmal der Baudenkmal-Gruppe Neustadt (ID 34119686) | 34153258 |                |
| Spritzenhausplatz 9-11 51° 43′ 31″ N, 10° 15′ 2″ O              | Schule, ehemalige Stadtvilla der Fam. Schachtrupp   | Einzeldenkmal der Baudenkmal-Gruppe Neustadt (ID 34119686), ehemalige Stadtvilla der Fam. Schachtrupp, heute Hauptschule am Neustädter Tor. | 34153279 | Weitere Bilder |
| Spritzenhausplatz 10 51° 43′ 33″ N, 10° 15′ 1″ O                | Wohn-/Wirtschaftsgebäude                            | Einzeldenkmal der Baudenkmal-Gruppe Neustadt (ID 34119686) | 34153300 |                |
| Spritzenhausplatz 12 51° 43′ 33″ N, 10° 15′ 0″ O                | Wohnhaus                                            | Einzeldenkmal der Baudenkmal-Gruppe Neustadt (ID 34119686) | 34153321 |                |
| Spritzenhausplatz 13 51° 43′ 32″ N, 10° 15′ 0″ O                | Wohnhaus                                            | Einzeldenkmal der Baudenkmal-Gruppe Neustadt (ID 34119686) | 34153342 |                |
| Spritzenhausplatz 14 51° 43′ 33″ N, 10° 15′ 0″ O                | Wohn-/Wirtschaftsgebäude                            | Einzeldenkmal der Baudenkmal-Gruppe Neustadt (ID 34119686) | 34153363 |                |
| Spritzenhausplatz 15 51° 43′ 32″ N, 10° 14′ 59″ O               | Wohnhaus                                            | Einzeldenkmal der Baudenkmal-Gruppe Neustadt (ID 34119686) | 34153384 |                |
| Spritzenhausplatz 16 51° 43′ 33″ N, 10° 14′ 59″ O               | Wohn-/Wirtschaftsgebäude                            | Einzeldenkmal der Baudenkmal-Gruppe Neustadt (ID 34119686) | 34153405 |                |
| Spritzenhausplatz 17 51° 43′ 32″ N, 10° 14′ 58″ O               | Wohn-/Wirtschaftsgebäude                            | Einzeldenkmal der Baudenkmal-Gruppe Neustadt (ID 34119686) | 34153427 |                |
| Spritzenhausplatz 18 51° 43′ 33″ N, 10° 14′ 59″ O               | Wohn-/Wirtschaftsgebäude                            | Einzeldenkmal der Baudenkmal-Gruppe Neustadt (ID 34119686) | 34153454 |                |
| Spritzenhausplatz 21 51° 43′ 32″ N, 10° 14′ 57″ O               | Wohnhaus                                            | Einzeldenkmal der Baudenkmal-Gruppe Neustadt (ID 34119686) | 34153476 |                |
| Untere Neustadt 51° 43′ 32″ N, 10° 15′ 9″ O                     | Straßenraum                                         | Einzeldenkmal der Baudenkmal-Gruppe Neustadt (ID 34119686), Straßenzug der Straße Untere Neustadt. | 34153497 | Weitere Bilder |
| Untere Neustadt 1 51° 43′ 32″ N, 10° 15′ 4″ O                   | Wohn-/Wirtschaftsgebäude                            | Einzeldenkmal der Baudenkmal-Gruppe Neustadt (ID 34119686) | 34153518 |                |
| Untere Neustadt 2 51° 43′ 32″ N, 10° 15′ 6″ O                   | Wohn-/Wirtschaftsgebäude                            | Einzeldenkmal der Baudenkmal-Gruppe Neustadt (ID 34119686) | 34153539 |                |
| Untere Neustadt 3 51° 43′ 32″ N, 10° 15′ 4″ O                   | Wohn-/Wirtschaftsgebäude                            | Einzeldenkmal der Baudenkmal-Gruppe Neustadt (ID 34119686) | 34162727 |                |
| Untere Neustadt 4 51° 43′ 31″ N, 10° 15′ 6″ O                   | Wohn-/Wirtschaftsgebäude                            | Einzeldenkmal der Baudenkmal-Gruppe Neustadt (ID 34119686) | 34162748 |                |
| Untere Neustadt 5 51° 43′ 32″ N, 10° 15′ 5″ O                   | Wohn-/Wirtschaftsgebäude                            | Einzeldenkmal der Baudenkmal-Gruppe Neustadt (ID 34119686) | 34162769 |                |
| Untere Neustadt 6 51° 43′ 31″ N, 10° 15′ 7″ O                   | Wohn-/Wirtschaftsgebäude                            | Einzeldenkmal der Baudenkmal-Gruppe Neustadt (ID 34119686) | 34162790 |                |
| Untere Neustadt 7 51° 43′ 32″ N, 10° 15′ 6″ O                   | Wohn-/Wirtschaftsgebäude                            | Einzeldenkmal der Baudenkmal-Gruppe Neustadt (ID 34119686) | 34162811 |                |
| Untere Neustadt 8 51° 43′ 31″ N, 10° 15′ 7″ O                   | Wohn-/Wirtschaftsgebäude                            | Einzeldenkmal der Baudenkmal-Gruppe Neustadt (ID 34119686) | 34162832 |                |
| Untere Neustadt 9 51° 43′ 32″ N, 10° 15′ 6″ O                   | Wohn-/Wirtschaftsgebäude                            | Einzeldenkmal der Baudenkmal-Gruppe Neustadt (ID 34119686) | 34162853 |                |
| Untere Neustadt 10 51° 43′ 31″ N, 10° 15′ 7″ O                  | Wohn-/Wirtschaftsgebäude                            | Einzeldenkmal der Baudenkmal-Gruppe Neustadt (ID 34119686) | 34162874 |                |
| Untere Neustadt 11 51° 43′ 32″ N, 10° 15′ 7″ O                  | Wohn-/Wirtschaftsgebäude                            | Einzeldenkmal der Baudenkmal-Gruppe Neustadt (ID 34119686) | 34162895 |                |
| Untere Neustadt 12 51° 43′ 31″ N, 10° 15′ 9″ O                  | Wohnhaus                                            | Einzeldenkmal der Baudenkmal-Gruppe Neustadt (ID 34119686) | 34162916 |                |
| Untere Neustadt 13 51° 43′ 32″ N, 10° 15′ 8″ O                  | Wohn-/Wirtschaftsgebäude                            | Einzeldenkmal der Baudenkmal-Gruppe Neustadt (ID 34119686) | 34162937 |                |
| Untere Neustadt 14 51° 43′ 31″ N, 10° 15′ 9″ O                  | Wohn-/Wirtschaftsgebäude                            | Einzeldenkmal der Baudenkmal-Gruppe Neustadt (ID 34119686) | 34162958 |                |
| Untere Neustadt 15 51° 43′ 32″ N, 10° 15′ 8″ O                  | Wohn-/Wirtschaftsgebäude                            | Einzeldenkmal der Baudenkmal-Gruppe Neustadt (ID 34119686) | 34162979 |                |
| Untere Neustadt 16 51° 43′ 31″ N, 10° 15′ 9″ O                  | Wohn-/Wirtschaftsgebäude                            | Einzeldenkmal der Baudenkmal-Gruppe Neustadt (ID 34119686) | 34163000 |                |
| Untere Neustadt 17 51° 43′ 32″ N, 10° 15′ 9″ O                  | Wohn-/Wirtschaftsgebäude                            | Einzeldenkmal der Baudenkmal-Gruppe Neustadt (ID 34119686) | 34163021 |                |
| Untere Neustadt 18 51° 43′ 31″ N, 10° 15′ 10″ O                 | Wohnhaus                                            | Einzeldenkmal der Baudenkmal-Gruppe Neustadt (ID 34119686) | 34163042 |                |
| Untere Neustadt 19 51° 43′ 32″ N, 10° 15′ 10″ O                 | Wohn-/Wirtschaftsgebäude                            | Einzeldenkmal der Baudenkmal-Gruppe Neustadt (ID 34119686) | 34163063 |                |
| Untere Neustadt 20 51° 43′ 31″ N, 10° 15′ 10″ O                 | Wohn-/Wirtschaftsgebäude                            | Einzeldenkmal der Baudenkmal-Gruppe Neustadt (ID 34119686) | 34163084 |                |
| Untere Neustadt 21 51° 43′ 32″ N, 10° 15′ 11″ O                 | Wohnhaus                                            | Einzeldenkmal der Baudenkmal-Gruppe Neustadt (ID 34119686) | 34163105 |                |
| Untere Neustadt 22/24 51° 43′ 31″ N, 10° 15′ 11″ O              | Wohn-/Wirtschaftsgebäude                            | Einzeldenkmal der Baudenkmal-Gruppe Neustadt (ID 34119686) | 34163126 |                |
| Untere Neustadt 23 51° 43′ 32″ N, 10° 15′ 11″ O                 | Wohn-/Wirtschaftsgebäude                            | Einzeldenkmal der Baudenkmal-Gruppe Neustadt (ID 34119686) | 34163147 |                |
| Untere Neustadt 25 51° 43′ 32″ N, 10° 15′ 12″ O                 | Wohn-/Wirtschaftsgebäude                            | Einzeldenkmal der Baudenkmal-Gruppe Neustadt (ID 34119686) | 34163168 |                |
| Untere Neustadt 26 51° 43′ 31″ N, 10° 15′ 12″ O                 | Wohn-/Wirtschaftsgebäude                            | Einzeldenkmal der Baudenkmal-Gruppe Neustadt (ID 34119686) | 34163189 |                |
| Untere Neustadt 27 51° 43′ 32″ N, 10° 15′ 12″ O                 | Wohn-/Wirtschaftsgebäude                            | Einzeldenkmal der Baudenkmal-Gruppe Neustadt (ID 34119686) | 34163210 |                |
| Untere Neustadt 28 51° 43′ 31″ N, 10° 15′ 12″ O                 | Wohnhaus                                            | Einzeldenkmal der Baudenkmal-Gruppe Neustadt (ID 34119686) | 34163231 |                |
| Untere Neustadt 29 51° 43′ 32″ N, 10° 15′ 12″ O                 | Wohnhaus                                            | Einzeldenkmal der Baudenkmal-Gruppe Neustadt (ID 34119686) | 34163252 |                |
| Untere Neustadt 30 51° 43′ 31″ N, 10° 15′ 12″ O                 | Wohn-/Wirtschaftsgebäude                            | Einzeldenkmal der Baudenkmal-Gruppe Neustadt (ID 34119686) | 34163273 |                |
| Untere Neustadt 31 51° 43′ 32″ N, 10° 15′ 13″ O                 | Wohn-/Wirtschaftsgebäude                            | Einzeldenkmal der Baudenkmal-Gruppe Neustadt (ID 34119686) | 34163294 |                |
| Untere Neustadt 32 51° 43′ 31″ N, 10° 15′ 13″ O                 | Wohn-/Wirtschaftsgebäude                            | Einzeldenkmal der Baudenkmal-Gruppe Neustadt (ID 34119686) | 34163315 |                |
| Untere Neustadt 33 51° 43′ 32″ N, 10° 15′ 13″ O                 | Wohn-/Wirtschaftsgebäude                            | Einzeldenkmal der Baudenkmal-Gruppe Neustadt (ID 34119686) | 34163336 |                |
| Untere Neustadt 34 51° 43′ 31″ N, 10° 15′ 13″ O                 | Wohn-/Wirtschaftsgebäude                            | Einzeldenkmal der Baudenkmal-Gruppe Neustadt (ID 34119686) | 34163357 |                |
| Untere Neustadt 35 51° 43′ 32″ N, 10° 15′ 14″ O                 | Wohn-/Wirtschaftsgebäude                            | Einzeldenkmal der Baudenkmal-Gruppe Neustadt (ID 34119686) | 34163378 |                |
| Ührder Berg 51° 43′ 22″ N, 10° 14′ 40″ O                        | Gedenkstätte                                        | Ührder Berg-Gedenkstätte für die Kriegsgefallenen 1914/18 | 34153710 | Weitere Bilder |
| Ührder Berg 51° 43′ 18″ N, 10° 14′ 34″ O                        | Warte Galgenturm                                    | Wartturm Galgenturm | 34153690 | Weitere Bilder |
| Waagestraße 1 51° 43′ 38″ N, 10° 15′ 7″ O                       | Wohn-/Wirtschaftsgebäude                            | Einzeldenkmal der Baudenkmal-Gruppe Altstadtkern Osterode (ID 34119382) | 34163399 |                |
| Waagestraße 2 51° 43′ 38″ N, 10° 15′ 6″ O                       | Wohn-/Wirtschaftsgebäude                            | Einzeldenkmal der Baudenkmal-Gruppe Altstadtkern Osterode (ID 34119382). Den Platz prägendes dreigeschossiges Eckgebäude mit markantem Giebel, an den Gebäudeecken und im Giebel mit Halbem Mann, um eine Balkenbreite auskragende Geschosse, ausgebautes Dach mit kleinen Schleppgauben, in der Dimension gut eingepasst; originale 4-flüglige Fenster, nach außen öffnend, Füllhölzer mit Wulst und Kehle, Balkenköpfe gerundet, Gebäudeecken im Erdgeschoss mit geschnitzter Schmuckform (Spirale); Der Keller mit Kreuzgratgewölbe ist einem Vorgängerbau zuzuordnen. Baugeschichte: 1730 errichtet, 1960 letzter Ladeneinbau, 1991 Gebäude komplett entkernt (nur Fassaden erhalten). | 34163420 |                |
| Waagestraße 3 51° 43′ 38″ N, 10° 15′ 7″ O                       | Wohn-/Wirtschaftsgebäude                            | Einzeldenkmal der Baudenkmal-Gruppe Altstadtkern Osterode (ID 34119382) | 34163441 |                |
| Waagestraße 4 51° 43′ 38″ N, 10° 15′ 6″ O                       | Wohn-/Wirtschaftsgebäude                            | Einzeldenkmal der Baudenkmal-Gruppe Altstadtkern Osterode (ID 34119382) | 34163462 |                |
| Waagestraße 5 51° 43′ 37″ N, 10° 15′ 7″ O                       | Wohnhaus                                            | Einzeldenkmal der Baudenkmal-Gruppe Altstadtkern Osterode (ID 34119382) | 34163483 |                |
| Waagestraße 6 51° 43′ 37″ N, 10° 15′ 7″ O                       | Wohn-/Wirtschaftsgebäude                            | Einzeldenkmal der Baudenkmal-Gruppe Altstadtkern Osterode (ID 34119382) | 34163504 |                |
| Waagestraße 8 51° 43′ 37″ N, 10° 15′ 7″ O                       | Ratswaage                                           | Einzeldenkmal der Baudenkmal-Gruppe Altstadtkern Osterode (ID 34119382), geschützt ist nur die Fassade der Giebelseite zur Waagestraße hin, da sie nach einem Brand 1969 als einziger Gebäudeteil erhalten blieb. Ursprungsgebäude um 1550 errichtet. | 34163525 | Weitere Bilder |
| Waagestraße 10 51° 43′ 36″ N, 10° 15′ 8″ O                      | Wohn-/Wirtschaftsgebäude                            | Einzeldenkmal der Baudenkmal-Gruppe Altstadtkern Osterode (ID 34119382) | 34163547 |                |
| Waagestraße 13 51° 43′ 37″ N, 10° 15′ 9″ O                      | Wohnhaus                                            | Einzeldenkmal der Baudenkmal-Gruppe Altstadtkern Osterode (ID 34119382) | 34163568 |                |
| Waldstraße 3 51° 43′ 31″ N, 10° 15′ 27″ O                       | Villa                                               | Villa Marwedel | 34163611 |                |
| Wartberg 51° 42′ 26″ N, 10° 16′ 26″ O                           | Warte Teufelsturm                                   | Wartturm auf dem Wartberg, sogenannter Teufelsturm. | 34153730 | Weitere Bilder |

### Schwiegershausen
| Lage                                         | Bezeichnung               | Beschreibung | ID       | Bild           |
| -------------------------------------------- | ------------------------- | --- | -------- | -------------- |
| Heckenweg 11 51° 41′ 4″ N, 10° 13′ 16″ O     | Wohn-/Wirtschaftsgebäude  | Die Adresse existiert nicht. | 34164931 | BW             |
| Kirchstraße 51° 40′ 54″ N, 10° 12′ 50″ O     | Kirchhof Schwiegershausen | Baudenkmal-Gruppe Kirchhof Schwiegershausen mit Alter Schule, Kirche, Pfarrhaus und Nebengebäude | 34120152 |                |
| Kirchstraße 51° 40′ 53″ N, 10° 12′ 51″ O     | Kirche                    | Einzeldenkmal der Baudenkmal-Gruppe Kirchhof Schwiegershausen (ID 34120152). Ev.-luth. Michaelis-Kirche in Schwiegershausen. 1271 ist eine Marien-Kapelle belegt. Offizielle Benennung als „Michaelis-Kirche“ seit 1962. Kirchturm-Unterbau errichtet um 1680, Kirchturm-Oberteil erneuert 1763, Kirchenschiff 1800 neu gebaut und 1874 erweitert. | 34164952 | Weitere Bilder |
| Kirchstraße 1 51° 40′ 52″ N, 10° 12′ 51″ O   | Alte Schule               | Einzeldenkmal der Baudenkmal-Gruppe Kirchhof Schwiegershausen (ID 34120152) | 34164973 |                |
| Kirchstraße 5 51° 40′ 54″ N, 10° 12′ 51″ O   | Pfarrhaus                 | Einzeldenkmal der Baudenkmal-Gruppe Kirchhof Schwiegershausen (ID 34120152) | 34165016 |                |
| Kirchstraße 5 51° 40′ 54″ N, 10° 12′ 50″ O   | Nebengebäude              | Einzeldenkmal der Baudenkmal-Gruppe Kirchhof Schwiegershausen (ID 34120152) | 34164995 |                |
| Ührder Straße 12 51° 41′ 9″ N, 10° 12′ 45″ O | Backhaus                  | | 34165037 |                |

### Ührde
| Lage                                    | Bezeichnung                  | Beschreibung | ID       | Bild           |
| --------------------------------------- | ---------------------------- | --- | -------- | -------------- |
| Ührde 1 51° 42′ 22″ N, 10° 12′ 33″ O    | Zehntscheune                 | | 34165057 |                |
| Ührde 3, 5 51° 42′ 21″ N, 10° 12′ 31″ O | Baudenkmal-Gruppe Ührde 3, 5 | Häusergruppe der Häuser Ührde 3 und 5 | 34120169 |                |
| Ührde 3 51° 42′ 21″ N, 10° 12′ 31″ O    | Wohnhaus                     | Einzeldenkmal der Baudenkmal-Gruppe Ührde 3, 5 (ID 34120169)                                                                                   | 34165078 |                |
| Ührde 5 51° 42′ 20″ N, 10° 12′ 30″ O    | Wohnhaus                     | Einzeldenkmal der Baudenkmal-Gruppe Ührde 3, 5 (ID 34120169)                                                                                   | 34165099 |                |
| Ührde 30 51° 42′ 20″ N, 10° 12′ 23″ O   | Wohnhaus                     | sogenanntes Gutshaus | 34165143 |                |
| Ührde 38 51° 42′ 20″ N, 10° 12′ 28″ O   | Wohnhaus                     | ehemaliges Forsthaus | 34165187 |                |
| Ührde 40 51° 42′ 19″ N, 10° 12′ 28″ O   | Kapelle                      | Bauwerk im Kern aus dem 13. Jahrhundert, neu errichtet 1552. Im Mittelalter Pfarrkirche, seit dem 16. Jh. zur Ägidienkirche Osterode gehörend. | 34165209 | Weitere Bilder |

## Ehemalige Baudenkmale
| Lage                                                  | Bezeichnung              | Beschreibung | ID       | Bild           |
| ----------------------------------------------------- | ------------------------ | --- | -------- | -------------- |
| Brauhausstraße 5 51° 43′ 37″ N, 10° 15′ 19″ O         | Brauerei                 | Ehemaliges Brauhaus mit späterer Nutzung als Kino. Nach Brandstiftung 2015 Verfall und Teilabriss 2017. Mitte Dezember 2017 Denkmalstatus gelöscht, Gebäude darf ganz abgerissen werden. Der Abriss begann im Juli 2020, das Gelände soll umgestaltet werden.               |          |                |
| Dorste, Meierbreite 7 51° 41′ 53″ N, 10° 9′ 1″ O      | Wohn-/Wirtschaftsgebäude | Die Wirtschaftsgebäude des Bauernhofes an der Meierbreite 7 wurden bereits abgerissen. (zwischen 2010 und 2015) | 34149076 |                |
| Förste, Wassergasse 3 51° 44′ 32″ N, 10° 10′ 51″ O    | Hofanlage (Baukomplex)   | Die Gebäude der Hofanlage wurden zwischen 2000 und 2005 bereits abgerissen. | 34149715 | BW             |
| Freiheit, Hauptstraße 139 51° 44′ 6″ N, 10° 15′ 53″ O | Wohnhaus                 | Ehemaliges Bürohaus Brehme der Wollwarenfabrik Allwörden & Badendieck (Abriss seit 2018 beantragt und 2021 genehmigt, ein Einkaufsmarkt soll dort entstehen) Die Stadt Osterode hat das Grundstück im Jahr 2025 gekauft und will es nach Abriss der Villa weiterentwickeln. | 34150369 | Weitere Bilder |